# Sgt. Pepper's Lonely Hearts Club Band
| Recensione       | Giudizio       |
| ---------------- | -------------- |
| AllMusic         | [ 7 ]          |
| Blender          | [ 8 ]          |
| Robert Christgau | A              |
| Mojo             |                |
| Ondarock         | Pietra miliare |
| Pitchfork        |                |
| Q                | [ 11 ]         |
| la Repubblica XL |                |
| Rolling Stone    | [ 12 ]         |
| Piero Scaruffi   | [ 13 ]         |
| George Starostin | [ 14 ]         |

Sgt. Pepper's Lonely Hearts Club Band è l'ottavo album del gruppo musicale britannico The Beatles, pubblicato nel 1967 e prodotto da George Martin; venne messo in commercio nel Regno Unito il 1º giugno 1967, arrivando 1º negli USA nella classifica Billboard 200 il 1º luglio 1967, dopo un mese dalla sua uscita. È considerato uno dei capolavori dei Beatles nonché uno tra i dischi più importanti della musica rock: la rivista Rolling Stone l'ha inserito al 24º posto della lista dei 500 migliori album mentre la rivista NME lo posiziona all'87º posto della sua analoga classifica dei migliori 500 album; compare anche nel volume 1001 Albums You Must Hear Before You Die. È fra i più famosi della storia del rock e uno dei primi concept album della musica rock. Ne sono state vendute undici milioni di copie negli Stati Uniti e trentadue milioni in tutto il mondo; ha inoltre vinto quattro premi Grammy nel 1967.

## Storia
L'idea di creare un concept album di ricordi adolescenziali dei Beatles nella nativa Liverpool risale alla fine del 1966, quando l'unitarietà prevista era confermata dal fatto che i primi tre motivi incisi dal gruppo per il nuovo album erano When I'm Sixty-Four e le evocative Strawberry Fields Forever e Penny Lane, «una piccola serie di gioielli» come le aveva definite il produttore George Martin. Ma la EMI aveva bisogno di un singolo a 45 giri e così le ultime due composizioni vennero usate per quest'ultimo, compromettendo però così l'idea originaria. Tuttavia i Beatles non vollero rinunciare al progetto di un album unitario e cercarono altre strade.
Nella tarda estate del 1966 Paul McCartney aveva fatto un lungo giro per i paesini della Francia, gustando l'anonimato camuffato dietro una strana pettinatura e un pizzetto posticcio. A fine ottobre fu raggiunto a Bordeaux da Mal Evans e insieme volarono in Kenya. Durante queste settimane McCartney elaborò un'idea perché i Beatles continuassero la carriera musicale dopo avere deciso di interrompere definitivamente le tournée. Durante il volo di ritorno che li riportava in patria, spiegò a Evans di voler comporre un album eseguito da un immaginario gruppo di musicisti, una banda di ottoni d'epoca vittoriana chiamata appunto “Sgt. Pepper's Lonely Hearts Club Band”, ovvero “la Banda del Club dei Cuori Solitari del Sergente Pepper”. La complessità del nome gli fu suggerita dai gruppi musicali californiani di quel periodo che si nascondevano dietro nomi astrusi per esplorare vie innovative, e il nome stesso pare sia disceso dai contenitori di sale e pepe con cui i due giocherellavano durante il pasto in aereo. Un'altra versione ricorda che al concerto tenuto dai Beatles a Toronto il 17 agosto 1965 uno degli agenti canadesi di scorta al gruppo era un sergente di cognome Pepper. 

### Origine
Verso la fine del 1965, i Beatles si stancarono delle esibizioni dal vivo. Secondo John Lennon, avrebbero potuto "mandare in giro quattro statue di cera... e questo avrebbe accontentato la folla: I concerti dei Beatles non hanno più niente a che fare con la musica. Sono solo sanguinosi riti tribali", ebbe a dire. Nel giugno 1966, due settimane dopo aver finito la lavorazione dell'album Revolver, il gruppo partì per un tour mondiale che iniziò in Germania ovest. Mentre si trovavano ad Amburgo ricevettero un telegramma anonimo che affermava: "Non andate a Tokyo. La vostra vita è in pericolo". La minaccia venne presa sul serio alla luce della controversia che aveva circondato il tour tra i gruppi religiosi e conservatori del Giappone, con particolare opposizione alle esibizioni programmate dai Beatles nella "sacra" arena Nippon Budokan. Come ulteriore precauzione, furono mobilitati 35 000 poliziotti incaricati di proteggere il gruppo, che fu trasportato dagli hotel ai luoghi dei concerti a bordo di veicoli blindati. I Beatles si esibirono quindi nelle Filippine, dove furono minacciati e malmenati dai cittadini per non aver visitato la First Lady Imelda Marcos. Il gruppo era furioso con il proprio manager, Brian Epstein, per aver insistito su quello che consideravano un itinerario estenuante e demoralizzante.

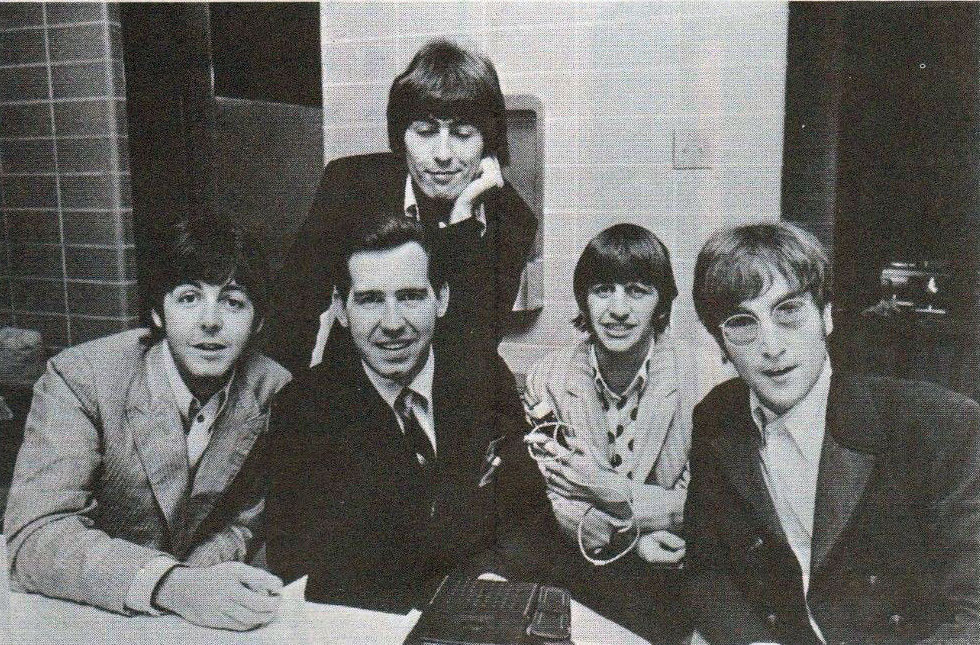
Il gruppo, con il disc jockey Jim Stagg, durante il loro ultimo tour nell'agosto 1966

La pubblicazione negli Stati Uniti delle osservazioni di Lennon sui Beatles che erano "più popolari di Gesù" coinvolse poi il gruppo in controversie e proteste nella Bible Belt americana. Delle scuse pubbliche allentarono le tensioni, ma un tour negli Stati Uniti in agosto che fu caratterizzato da una riduzione delle vendite di biglietti, rispetto al record di presenze nel 1965, e da esibizioni mediocri si rivelò essere il loro ultimo. Lo scrittore Nicholas Schaffner scrisse:
Al ritorno dei Beatles in Inghilterra, iniziarono a circolare voci secondo cui avessero deciso di sciogliersi. George Harrison informò Epstein che avrebbe lasciato la band, ma il chitarrista fu convinto a rimanere con la garanzia che non ci sarebbero stati altri tour. I membri della band si presero tre mesi di pausa, durante i quali si concentrarono sui loro interessi individuali. Harrison andò in India per sei settimane a studiare il sitar con il maestro Ravi Shankar e si interessò all'Induismo. Essendo stato l'ultimo dei Beatles ad ammettere che le loro esibizioni dal vivo erano diventate inutili, Paul McCartney collaborò con George Martin alla colonna sonora del film Questo difficile amore e si recò in vacanza in Kenya insieme a Mal Evans. Lennon recitò nel film Come ho vinto la guerra e visitò mostre d'arte, come quella alla Indica Gallery dove incontrò la sua futura moglie Yōko Ono. Ringo Starr approfittò della pausa per trascorrere del tempo in famiglia con la moglie Maureen e il figlio Zak.
Preso atto della decisione di non esibirsi più dal vivo davanti a un pubblico di ragazzine urlanti, il gruppo decise di concentrare i propri sforzi e la propria creatività sul lavoro in studio, dedicandosi alla sperimentazione in sala di incisione in maniera ancora più massiccia che in passato.

## Registrazione

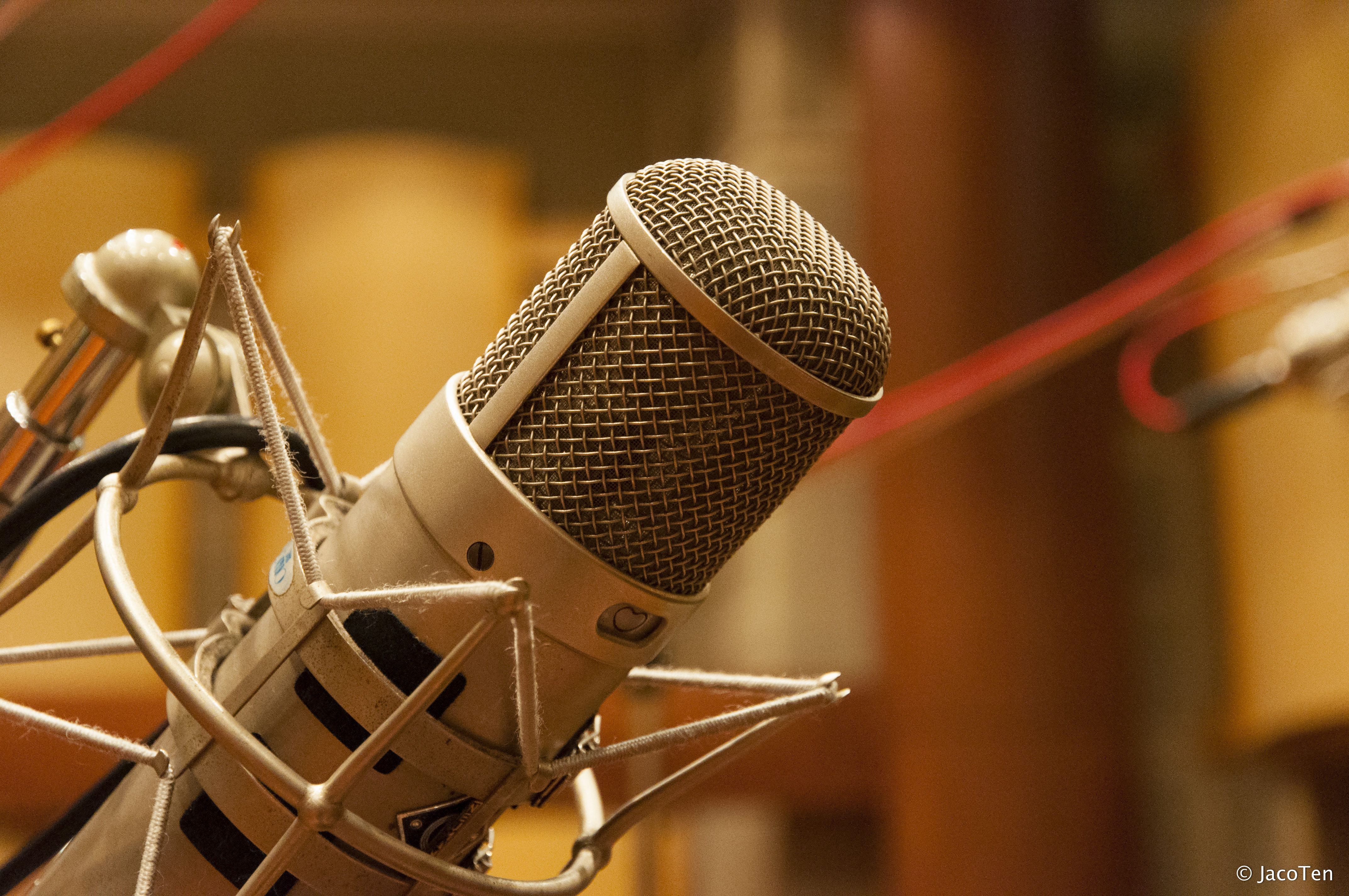
Microfono Neumann U47 Tube

Al termine della composizione del brano di apertura dallo stesso titolo dell'album, Paul sottopose agli altri Beatles e a Martin la proposta di scrivere e interpretare dei brani musicali come se fossero eseguiti dall'orchestrina del Sergente Pepper, seguendo la nuova moda del concept album resa famosa oltreoceano dall'album Freak Out! targato Mothers of Invention. John Lennon e George Harrison inizialmente non accolsero favorevolmente l'idea; opposta fu invece la reazione di Ringo Starr che si offrì di cantare una canzone scritta da McCartney e Lennon, With a Little Help from My Friends, unico suo contributo come voce solista all'album (in realtà questo brano, e la cosiddetta Reprise, due dei "segni" più evidenti della volontà di fare del disco un concept album, sono le ultime tracce a essere registrate). Lennon insistette affinché tutte le sue canzoni già scritte facessero parte dell'album, e di fronte a una simile resistenza si giunse a un compromesso: la sostanza dell'album sarebbe stata semplicemente la raccolta di canzoni complete fino a quel momento, ma la copertina avrebbe dovuto indicare un'opera unica, una costruzione omogenea. Per questo motivo George Martin si trovò costretto a inventare innovative soluzioni tecniche pur di dare il segno di organicità tematica. Una di queste fu l'espediente di montare i brani senza soluzione di continuità, scelta che John condivise – al contrario di Brian Epstein – motivandola con l'esigenza di fornire «uno spettacolo continuo [...] tutto in un'unica sequenza, che è equilibrata come il programma di un concerto».
I brani contenuti hanno comportato centoventinove giorni e quasi settecento ore di registrazione, effettuata quasi interamente nello Studio Due della EMI, per una spesa di circa 25 000 sterline. L'ingegnere del suono fu Geoff Emerick assistito da Richard Lush, le macchine di registrazione erano una coppia di Studer a quattro tracce J37, primi registratori multi-traccia con nastro da 1 pollice, uno dei quali fu conservato come pezzo storico nell'ex museo Studer, dismesso ormai da molti anni; i microfoni erano Neumann U47 a valvole.

### Cronologia di registrazione
Nelle sessioni di registrazione iniziate nel novembre del 1966 e terminate nell’aprile 1967 furono registrate sedici canzoni. L'ingegnere di registrazione era Geoff Emerick assistito da Richard Lush. Tranne dove indicato, le incisioni ebbero luogo negli studi di Abbey Road.
- Strawberry Fields Forever – inizio 24 novembre 1966, Studio Due
- Penny Lane – inizio 29 dicembre 1966, Studio Due
- Only a Northern Song – inizio 13 febbraio 1967, Studio Due
- When I'm Sixty-Four – inizio 6 dicembre 1966, Studio Due, versione contenuta nell'album, la take 4, oltre a Emerick e Lush, Phil McDonald
- A Day in the Life – inizio 19 gennaio 1967, Studio Due, la versione contenuta nell'album è un mix tra le take 6 e 7, oltre a Emerick e Lush, Phil McDonald
- Sgt. Pepper's Lonely Hearts Club Band – inizio 1º febbraio 1967, Studio Due, versione nell'album, la take 10
- Good Morning Good Morning – inizio 8 febbraio 1967, Studio Due, versione nell'album, la take 11
- Being for the Benefit of Mr. Kite! – inizio 17 febbraio 1967, Studio Due, versione nell'album, la nona take (versione)
- Fixing a Hole – inizio 9 febbraio 1967, iniziata al Regent Sound Studio di Tottenham Court Road (Londra), completata nello Studio Due di Abbey Road, versione nell'album, la terza versione, oltre a Emerick e Lush, Adrian Ibbetson.
- Lovely Rita – inizio 23 febbraio 1967, Studio Due, versione nell'album, la take 11
- Lucy in the Sky with Diamonds – inizio 1º marzo 1967, Studio Due, versione nell'album, la take 8
- Getting Better – inizio 9 marzo 1967, Studio Due, versione nell'album, la quindicesima versione, oltre a Emerick e Lush, Malcom Addey, Ken Townsend, Peter Vince, Graham Kirby, Keith Slaughther.
- She's Leaving Home – inizio 17 marzo 1967, Studio Due, versione nell'album, la nona versione
- Within You Without You – inizio 15 marzo 1967, Studio Due, versione nell'album la take 2
- With a Little Help from My Friends – inizio 29 marzo 1967, Studio Due, versione nell'album, la take 11
- Sgt. Pepper's Lonely Hearts Club Band (reprise) – inizio 1º aprile 1967, Studio Uno, versione nell'album, la quarta versione

## Copertina

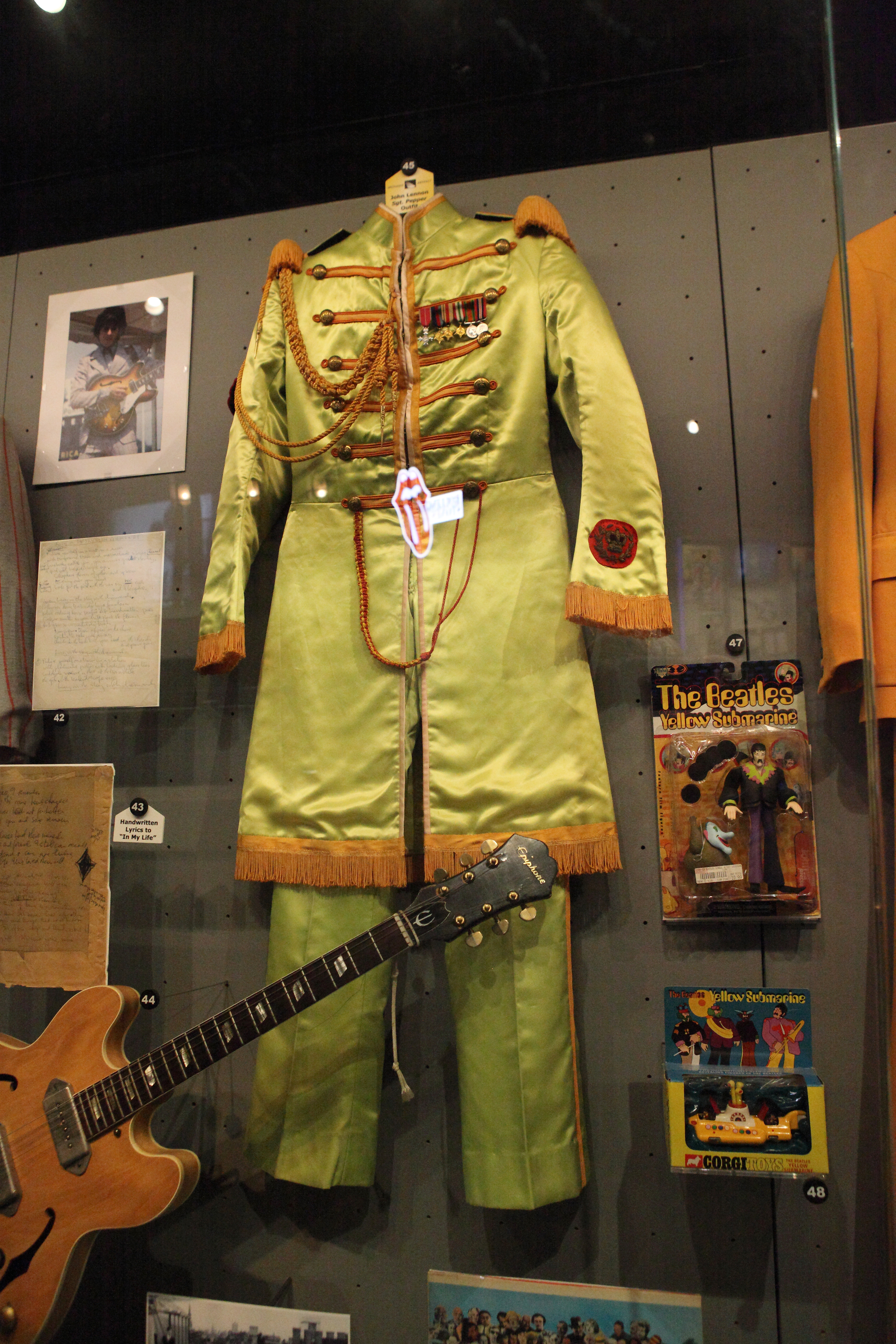
L'uniforme indossata da Lennon sulla copertina dell'album

La copertina di Sgt. Pepper's ricevette un Grammy Award quale Migliore Copertina di Album. Venne realizzata su suggerimento di Paul McCartney da Peter Blake e dalla moglie Jann Haworth e costituisce uno dei prodotti più popolari mai creati dalla pop art, venendo in seguito parodiata da altri artisti tra i quali Frank Zappa nel suo We're Only in It for the Money, nonché da società operanti nel settore dell'intrattenimento audiovisivo, quali ESPN, Warner Bros. e Geffen Records. Nel collage da cui essa è formata, i Beatles mettono insieme i loro personaggi simbolo, con l'idea di radunare il pubblico davanti a cui avrebbero preferito esibirsi: Albert Einstein, Marlon Brando, Karl Marx, Edgar Allan Poe, Sonny Liston, Lenny Bruce, Paramahansa Yogananda, Aleister Crowley, Stanlio e Ollio, Lewis Carroll e molti altri. Tra i soggetti messi in lista da Lennon – poi scartati – anche Gesù, Adolf Hitler e Gandhi.
Ovviamente si presentò il problema del copyright. Per questa ragione i responsabili della EMI – Sir Joseph Lockwood in testa – bocciarono il progetto. Ma viste le insistenze dei quattro Beatles, la EMI decise di non ostacolare l'idea, declinando allo stesso tempo qualsiasi responsabilità giudiziaria o finanziaria e comunque ponendo il veto assoluto su Gandhi e Hitler. Tutti i personaggi furono contattati e, nonostante i timori, gli interpellati rilasciarono il loro consenso, dichiarando di essere ben contenti di apparire e di non voler alcun compenso economico. Il solo Leo Gorcey richiese 500 dollari in cambio, e perciò fu estromesso dalla lista. Altra questione si pose per Mae West, che in prima battuta negò l'autorizzazione rifiutandosi di stare in un “Club per cuori solitari”. I Beatles le scrissero personalmente dichiarandosi grandi ammiratori della star americana, e la West si convinse ad accettare.

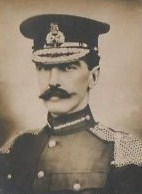
Una fotografia del generale James Melville Babington venne scelta da Paul McCartney e utilizzata dai Beatles come ritratto del fittizio "Sgt. Pepper".

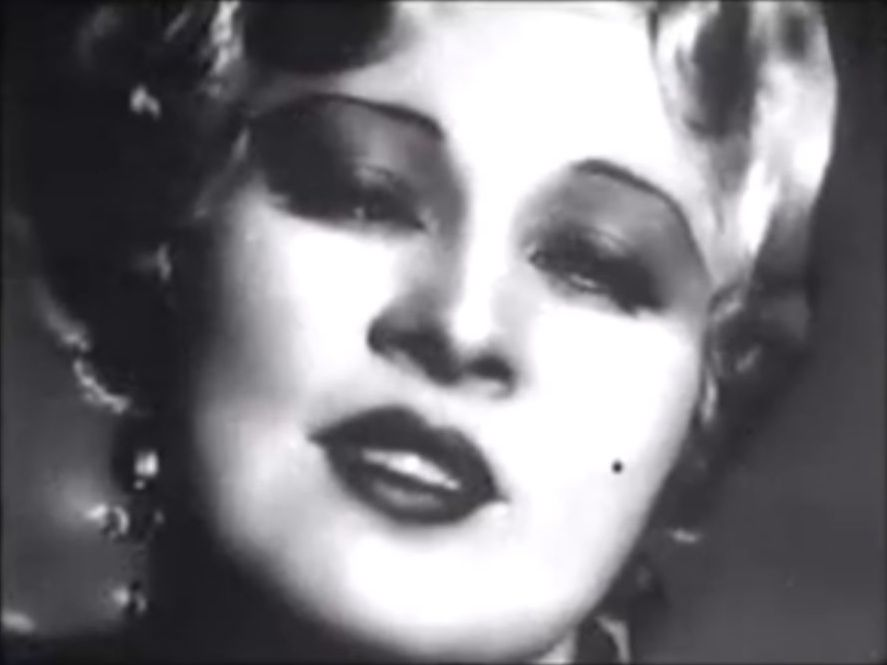
Mae West, 1933

Nella copertina, che per la prima volta si apriva a libro, anche il retro ha un suo significato. Nella facciata posteriore erano infatti stampati i testi delle canzoni, come mai era avvenuto in precedenza. Inoltre il fatto che dei quattro solo Paul fosse fotografato di spalle fu una delle fantomatiche "prove" della teoria Paul is dead. Secondo alcuni fan, la persona ripresa di spalle non sarebbe stato Paul ma un sostituto – c'è chi ipotizza che potesse trattarsi di un amico e collaboratore dei Beatles, Mal Evans. Questa teoria viene però contestata, fra gli altri, da Bill Harry, che smentisce senza esitazione affermando che tutte le altre immagini scattate durante lo stesso servizio fotografico dimostrano inequivocabilmente la presenza di Paul McCartney al provino.
L'idea iniziale, inoltre, era quella di includere vari gadget insieme con l'album. Baffi finti, toppe di stoffa come quelle presenti sugli abiti dei Beatles in copertina. I costi previsti per un'iniziativa del genere erano però troppo alti, così si decise semplicemente di stampare gli oggetti che si volevano includere (baffi, gradi da sergente, il logo della Sgt Pepper's Lonely Hearts Club Band e il ritratto del sergente Pepper, probabilmente basato su una fotografia dell'ufficiale dell'esercito britannico James Melville Babington, ma anche simile a un busto proveniente della casa di Lennon) su una pagina della copertina, che i fan avrebbero potuto in seguito ritagliare. Ma anche con questo ripiego a cui si fece ricorso per contenere le spese, i costi finali ammontarono a 2 867 sterline, una cifra per quei tempi sbalorditiva considerato che normalmente i prezzi per la realizzazione di una copertina erano cento volte inferiori.
Nel 2011 un sondaggio della rivista Rolling Stone promosso fra i suoi lettori ha eletto la copertina come la più bella della storia del rock, davanti a quelle di The Dark Side of the Moon dei Pink Floyd e di Nevermind dei Nirvana.

### Personaggi e oggetti in copertina

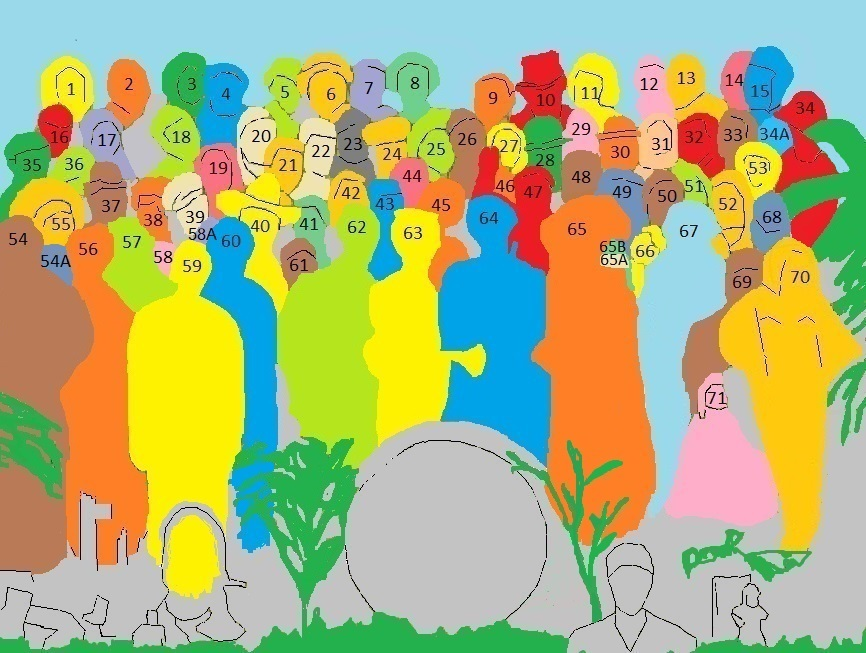
I personaggi della Copertina di Stg Pepper's Lonely Hearts Club Band

Partendo dalla fila più alta, da sinistra, sono presenti: 1 Sri Yukteswar Giri (guru), 2 Aleister Crowley (occultista), 3 Mae West (attrice), 4 Lenny Bruce (comico), 5 Karlheinz Stockhausen (compositore), 6 W. C. Fields (comico), 7 Carl Gustav Jung (psicoanalista), 8 Edgar Allan Poe (scrittore), 9 Fred Astaire (attore), 10 Richard Merkin (artista), 11 The Varga Girl (opera del pittore Alberto Vargas), 12 Leo Gorcey (attore, immagine cancellata poiché Gorcey richiese un compenso), 13 Huntz Hall (attore), 14 Simon Rodia (architetto), 15 Bob Dylan (musicista), 16 Aubrey Beardsley (illustratore), 17 Robert Peel (politico), 18 Aldous Huxley (scrittore), 19 Dylan Thomas (poeta), 20 Terry Southern (scrittore), 21 Dion DiMucci (musicista), 22 Tony Curtis (attore), 23 Wallace Berman (artista), 24 Tommy Handley (comico), 25 Marilyn Monroe (attrice), 26 William Burroughs (scrittore), 27 Sri Mahavatara Babaji (guru), 28 Stan Laurel (attore), 29 Richard Lindner (pittore), 30 Oliver Hardy (attore), 31 Karl Marx (filosofo), 32 H. G. Wells (scrittore), 33 Sri Paramahansa Yogananda (guru), 34 Anonimo (in realtà un manichino), 35 Stuart Sutcliffe, 36 Anonimo (in realtà un manichino), 37 Max Miller (comico), 38 The Petty Girl (opera dell’artista George Petty), 39 Marlon Brando (attore), 40 Tom Mix (attore), 41 Oscar Wilde (scrittore), 42 Tyrone Power (attore), 43 Larry Bell (artista), 44 David Livingstone (esploratore), 45 Johnny Weissmuller (attore), 46 Stephen Crane (scrittore), 47 Issy Bonn (comico), 48 George Bernard Shaw (scrittore e commediografo), 49 H. C. Westermann (scultore), 50 Albert Stubbins (calciatore), 51 Sri Lahiri Mahasaya (guru), 52 Lewis Carroll (scrittore), 53 T. E. Lawrence (soldato), 54 Sonny Liston (pugile), 55 The Petty Girl (opera dell’artista George Petty), 56 Statua di cera di George Harrison, 57 Statua di cera di John Lennon, 58 Shirley Temple (attrice), 59 Statua di cera di Ringo Starr, 60 Statua di cera di Paul McCartney, 61 Albert Einstein (fisico), 62 John Lennon con un corno francese, 63 Ringo Starr con una tromba, 64 Paul McCartney con un corno inglese, 65 George Harrison con un flauto, 66 Bobby Breen (attore), 67 Marlene Dietrich (attrice), 68 Gandhi (cancellato su richiesta della EMI), 69 Legionario dell’Ordine dei Bufali, 70 Diana Dors (attrice). Alcuni personaggi che erano stati scelti all'inizio non apparvero nel collage finale. Fra essi Brigitte Bardot, René Magritte, il Marchese de Sade, Alfred Jarry, Friedrich Nietzsche, Gesù Cristo e Adolf Hitler, gli ultimi due depennati per paura di provocare controversie.

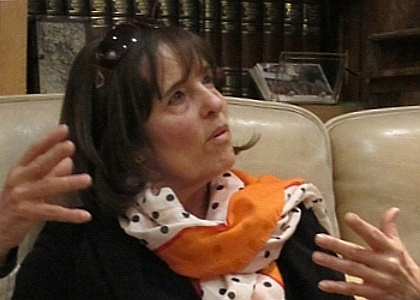
Jann Haworth (2012)

Nella copertina sono rappresentati anche alcuni oggetti: una bambola di pezza (opera di Jann Haworth), un'altra bambola di pezza (appartenente ad Adam Cooper, figlio del fotografo Michael Cooper) raffigurante Shirley Temple che indossa una maglietta con la scritta "Welcome The Rolling Stones" e un'automobilina bianca sul grembo, un albero della vita in ceramica di Metepec, un televisore, due figure in pietra, una statua proveniente dalla casa di John Lennon, un trofeo, una bambola indiana raffigurante la divinità Lakshmi, la pelle di tamburo disegnata da Joe Ephgrave, un hookah (o narghilè, pipa ad acqua), un serpente di velluto, una figura in pietra giapponese, una statuetta di Biancaneve, un apparecchio televisivo portatile, un nano da giardino, un flicorno. Sfuggite al controllo dei dirigenti della EMI, nel clima culturale dell'epoca le frasche alla base del tamburo furono identificate dai fan come piantine di marijuana; si trattava invece di piante di peperoncino.

## Brani
L'album comincia con un brusio di sottofondo, apparentemente in un teatro, con voci di spettatori che attendono un'orchestra che accorda gli strumenti. Questo preludio introduce la title track, che ha il ruolo di presentare la Banda dei cuori solitari a un'immaginaria platea. Il concept della banda del sergente Pepper permise ai Beatles di rompere i tradizionali schemi di composizione e di immagine e, come riconobbe George Martin, di avere l'opportunità di percorrere itinerari inesplorati.

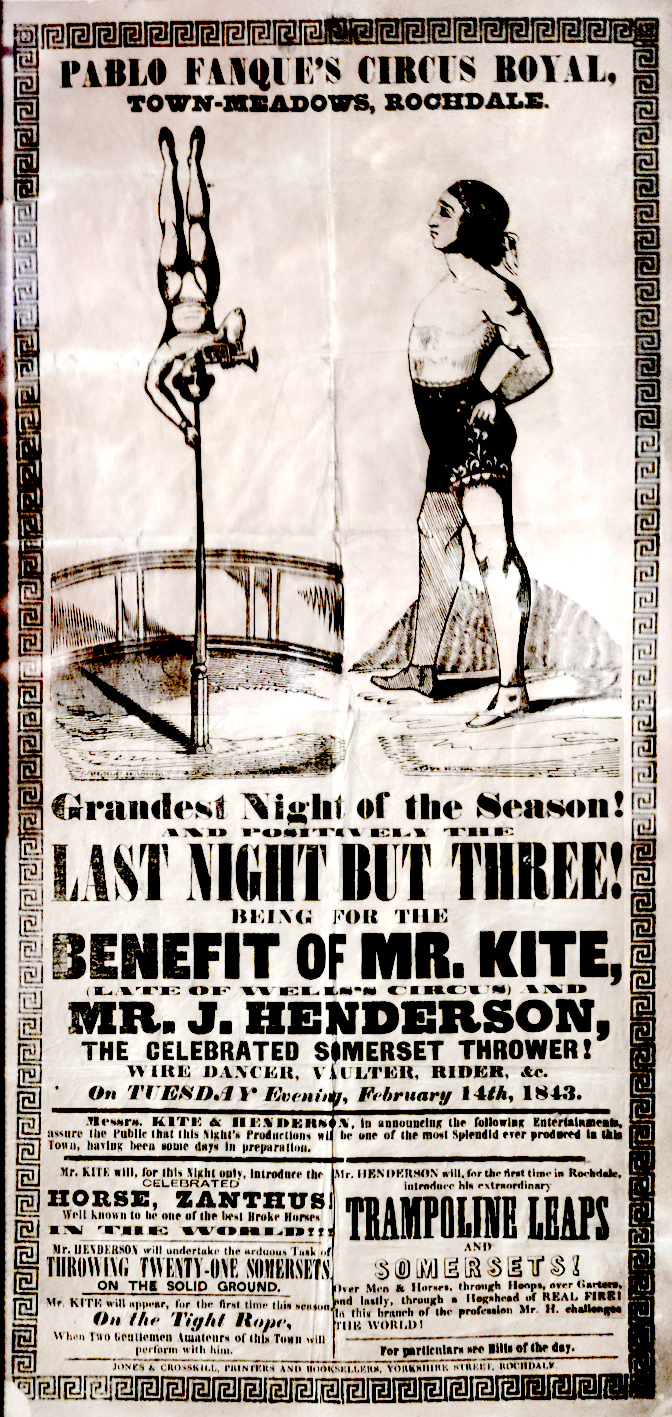
Il manifesto del circo di Pablo Fanque che ispirò Lennon e McCartney nella creazione di Being for the Benefit of Mr Kite!

Segue With a Little Help from My Friends, la traccia che, come solitamente accadeva per ogni album, viene riservata alla performance di Ringo Starr in qualità di vocalist, brano successivamente reinterpretato da Joe Cocker a Woodstock.
Lucy in the Sky with Diamonds diventerà famosa per una presunta allusione all'LSD. Scritta da Lennon prendendo a ispirazione una sezione di Attraverso lo specchio di Lewis Carroll, sarà una delle canzoni censurate dalla BBC. Lennon sostenne in seguito che il titolo del brano (le cui iniziali sono appunto "LSD") fosse ispirato da un disegno di suo figlio Julian, che aveva ritratto la sua compagna di classe (Lucy) nel cielo con dei diamanti. Anche a causa del suo presunto significato allusivo, Lucy venne in seguito citato dai Pink Floyd in A Saucerful of Secrets.
La quarta canzone è Getting Better, il cui titolo nasce da un modo di dire di Jimmy Nicol, batterista che sostituì temporaneamente Ringo Starr nel 1964. Fixing a Hole, quinta canzone, a causa del titolo e di alcune liriche fu interpretata come un riferimento all'eroina.
She's Leaving Home prende spunto da un episodio realmente accaduto che era spia di un'inquietudine giovanile diffusa non solo in Gran Bretagna ma anche negli USA; gli arrangiamenti strumentali sono di Mike Leander, ingaggiato da Paul McCartney impaziente di attendere George Martin, impegnato in un'altra registrazione.
Being For the Benefit of Mr. Kite! nacque dal tentativo scherzoso da parte di Lennon di trasformare in canzone un manifesto circense di età vittoriana che gli era capitato di acquistare durante il periodo delle riprese del videoclip Strawberry Fields Forever/Penny Lane.
Within You Without You è il secondo brano scritto da George Harrison ispirato alla musica indiana, dopo Love You To nell'album Revolver.
La nona canzone, When I'm Sixty-Four, è un garbato esercizio vagamente dixieland di un McCartney ancora ventiquattrenne, la cui voce è ringiovanita con effetti speciali. Per la canzone McCartney si ispirò al padre – sessantaquattrenne all'epoca dell'uscita del disco – che in gioventù ebbe un complessino specializzato proprio in dixieland.
Lovely Rita è stata composta da McCartney dopo uno scontro-incontro con una vigilessa. Secondo l’autobiografia di Nick Mason dei Pink Floyd, tutti e quattro i membri originali del suo gruppo erano presenti alla registrazione del brano.
Good Morning Good Morning, di Lennon, fu uno dei brani dell'album meno apprezzati dalla critica, e lo stesso autore in seguito ammise di non amarla; eppure ha un ruolo importante nell'introdurre il gran finale, lasciando poi spazio al brano che molti ritengono il capolavoro dell'album e il punto più alto della collaborazione Lennon-McCartney, ovvero A Day in the Life, il cui working title era In the Life of.... Anche in questo brano molti lessero riferimenti alla droga: in particolare, molto noti sono i versi
(da A Day in the Life)
In seguito Lennon ammise che entrò in studio quel giorno con la strofa incompleta. Non sapeva che verbo mettere nella riga finale, e solo poco prima di registrare la parte vocale si decise, consigliato dall'amico Terry Doran, per "to fill" (riempire).

### Sgt. Pepper's Lonely Hearts Club Band

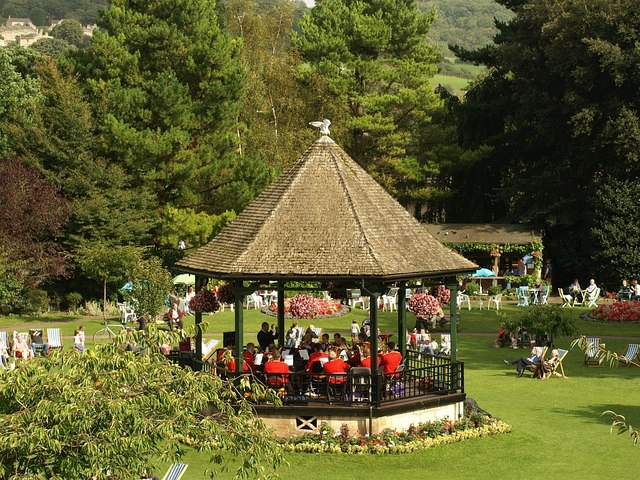
Concerto bandistico all'aperto, Bath

È la prima canzone dell'album e ha la funzione di introdurre l'ascoltatore nel territorio immaginario costruito dai Beatles. La banda dei cuori solitari del Sergente Pepe, dietro la quale si cela il gruppo di Liverpool, vuole essere il mix fra un'orchestrina di epoca edoardiana e una band californiana della fine degli anni sessanta. Perciò la trama musicale del brano, accattivante ma non fra le migliori produzioni dei Beatles, cede il passo al testo che è un invito a presenziare allo spettacolo, e un ruolo chiave hanno le sovraincisioni di ottoni – quattro corni francesi – e ancora di più gli effetti sonori, in particolare quelli posti in testa al pezzo con lo scopo di creare l'atmosfera appropriata. I nastri di questi effetti, sovraincisi il 6 marzo 1967 – quando cioè cominciava a prendere forma il progetto di un album unitario –, appartenevano alla collezione del tecnico di studio Stuart Eltham, che da più di dieci anni raccoglieva i suoni e i rumori più vari e disparati e a cui i Beatles avrebbero fatto ricorso in più occasioni. In sequenza furono montati i suoni di un'orchestra che prima di iniziare accorda gli strumenti (si trattava dell'orchestra utilizzata il precedente 10 febbraio in A Day in the Life, ma si fa notare che, se non in termini di una nota scherzosa, l’accordatura di strumenti ad arco mal si concilia con una banda di ottoni), il rumore del pubblico che parlotta e prende posto, poi applausi dopo la prima strofa cantata, una risata collettiva a seguire, altri applausi qua e là; e in coda, mentre il motivo sfuma nel pezzo seguente, le urla dei fan al concerto che i Beatles avevano tenuto alla Hollywood Bowl e la presentazione corale di Ringo introdotto come “Billy Shears”.
Tre giorni dopo l'uscita del disco, al Saville Theatre di Londra Jimi Hendrix aprì il proprio concerto suonando una sua versione di Sgt Pepper's Lonely Hearts Club Band. Tra il pubblico erano presenti anche degli increduli George Harrison e Paul McCartney.

### With a Little Help from My Friends
La composizione, originariamente intitolata Bad Finger Boogie, è frutto dell'impegno comune di John e Paul, che la elaborarono al pianoforte nella residenza di quest'ultimo in Cavendish Avenue. Fu di Lennon l'idea di iniziare ciascuna coppia di versi con una domanda, e il brano venne fuori da uno scambio continuo di battute che, ritoccate via via, andarono a formare il testo della canzone. La voce solista sarebbe stata quella di Ringo, perciò il pezzo risultò orecchiabile e adatto per essere accompagnato da cori, e non richiese che due sedute in studio di registrazione né particolari soluzioni strumentali – fatta eccezione per un campanaccio suonato da John.
Musicalmente rappresenta una novità per la presenza della ripetuta progressione armonica finale. La doppia cadenza plagale (la sequenza ♭VII-IV-I grado) avrebbe in seguito caratterizzato anche la coda di Hey Jude e un'innumerevole quantità di brani pop rock, fra i quali Tuesday Afternoon dei Moody Blues, Volunteers dei Jefferson Airplane, You Can All Join In dei Traffic e Sympathy for the Devil dei Rolling Stones.
Joe Cocker si esibì in una storica reinterpretazione del brano al festival di Woodstock.

### Lucy in the Sky with Diamonds

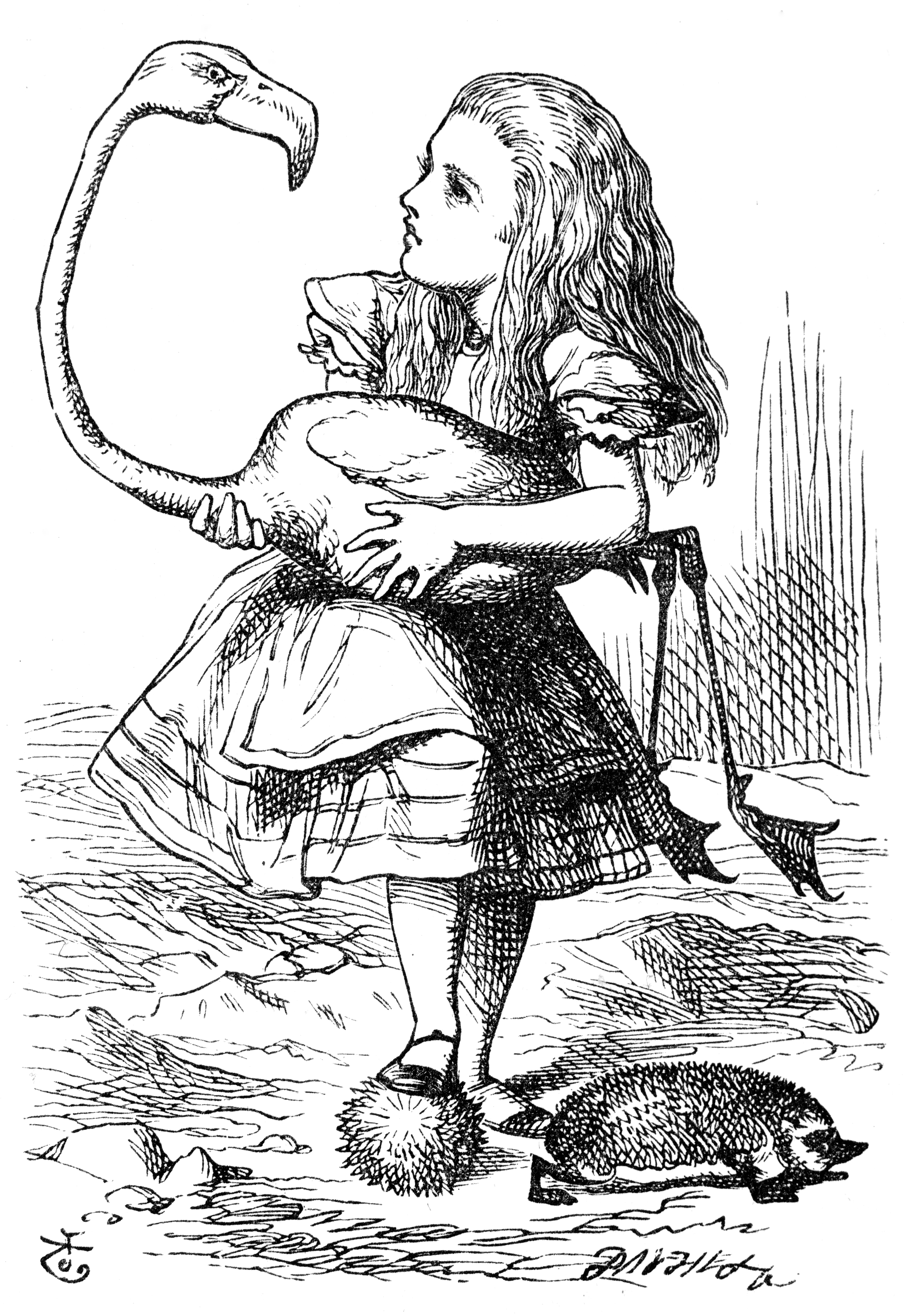
Illustrazione originale (1865) di Alice nel Paese delle Meraviglie, a cui Lennon si ispirò per il testo.

Lucy in the Sky with Diamonds fu da molti considerata un inno all'acido lisergico, tanto da essere bandita da diverse emittenti radio. Le iniziali delle parole del titolo – LSD – e le atmosfere psichedeliche del brano concorrevano a quell'interpretazione, e invano Paul e più ancora il suo autore John si affannarono a più riprese a smentirla. In realtà, tutto era nato da un disegno che Julian, il figlio di tre anni di John Lennon, aveva eseguito a scuola, e che raffigurava la compagna di banco di Julian, Lucy O'Donnell, che il bimbo aveva rappresentato contornata di stelle. Secondo i ricordi di Paul, era incluso nel ritratto perfino il titolo, tracciato con grafia infantile. Portato a casa, il disegno aveva stimolato la fantasia di John che, per il testo, si era ispirato a Dietro lo Specchio di Lewis Carroll, in particolare al capitolo “Lana e acqua”.
Il 28 febbraio i Beatles provarono in studio il pezzo e il seguente 1º marzo furono incise le parti strumentali fra cui l'organo, suonato da Paul, adattato a sembrare una celesta che funge da apertura del brano, completato il giorno successivo con altre sovraincisioni.
Non tutti apprezzarono il brusco passaggio segnato dalla batteria di Ringo dalle sognanti atmosfere psichedeliche in 3/4 alla parte centrale di rock in 4/4.
Il 24 novembre 1974, ad Afar, Etiopia, un gruppo di paleoantropologi guidati da Donald Johanson e Tom Gray rinvenne i resti di un esemplare di femmina adulta di Australopithecus afarensis, battezzata col nome di Lucy in onore di Lucy in the Sky with Diamonds che andava in onda alla radio proprio durante gli scavi.

### Getting Better
"It's getting better" era un'espressione usata frequentemente da Jimmy Nicol – il batterista che nel giugno del 1964 aveva temporaneamente sostituito l'ammalato Ringo Starr nelle tournée del gruppo in Danimarca e Australia – che così laconicamente rispondeva quando i tre Beatles, alla fine di ogni concerto, gli chiedevano come fosse andata.
La frase tornò alla mente di McCartney un giorno in cui, mentre passeggiava per Primrose Hill assieme all'amico Hunter Davis, vide il sole farsi largo fra le nuvole. Sulla scorta del titolo, Paul disegnò l'architrave melodico, poi lui e John costruirono una canzone carica di ottimismo con i testi che rievocavano i loro giorni da studenti, gli insegnanti chiusi e oppressivi e in generale la loro adolescenza travagliata, inserendo deliberatamente degli errori ortografici (“Me hiding me head in the sand”).
La prima seduta di registrazione, il 9 marzo, vide l'incisione delle parti strumentali, con George Martin che al piano percuote direttamente le corde dello strumento. Successivamente furono effettuate altre sovraincisioni, fino alla seduta conclusiva nella quale fu registrata nuovamente la voce solista di Paul e vennero sovraincisi i bonghi di Ringo. In certi passaggi interviene beffardamente Lennon con il verso «can't get no worse».

### Fixing a Hole
Secondo la leggenda che si era subito diffusa, titolo e testo di Fixing a Hole alludevano obliquamente all'eroina. In alternativa, interpretando i versi letteralmente, si ritenne che la canzone parlasse di McCartney intento a riparare il tetto della sua fattoria in Scozia. Quest'ultima interpretazione è però smentita dallo stesso Paul, secondo cui l'intervento edilizio avvenne in seguito. Ma Paul stesso darà del significato del brano altre due spiegazioni diverse – almeno in apparenza. Intervistato a proposito da Alan Aldridge, dichiarò ambiguamente: «Volevo dire che se c'è una crepa nel soffitto, o la stanza è troppo cupa, allora bisogna trovare un rimedio». In seguito definì il brano «un'ode all'erba», che egli consumava in quel periodo per sfuggire alla routine e per andare alla libera esplorazione di spazi aperti. Everett ipotizza che l’autore abbia tratto lo spunto dal verso "a hole in the roof where the rain leaks in” contenuto nel brano We’re Gonna Move cantato da Elvis Presley.
La registrazione avvenne in due giorni e in due luoghi diversi. Il 9 febbraio, al Regent Sound Studio, furono incisi tre nastri che includevano fra l'altro la parte vocale e il basso ad opera di Paul, la chitarra solista di George Harrison e un clavicembalo suonato da George Martin oppure da Paul McCartney (su questo punto i pareri degli esperti divergono). I nastri risultarono di eccellente fattura, sicché il 21 febbraio, di nuovo nel consueto Studio Due di Abbey Road, si trattò solo di fare qualche sovraincisione che ultimò il pezzo.

### She's Leaving Home
La fuga degli adolescenti era un fenomeno in crescita nel Regno Unito di quel periodo, e si era già manifestato in modo preoccupante nella società statunitense come segnale di malessere giovanile anche sull'onda delle predicazioni di Timothy Leary, tanto che nel corso del 1967 l'FBI avrebbe denunciato la scomparsa negli USA di decine di migliaia di giovani.
Il 27 febbraio del 1967 il Daily Mirror aveva pubblicato la notizia di una diciassettenne, Melanie Coe, in procinto di sostenere gli esami finali, che era fuggita dopo aver abbandonato l'auto. L'incredulo padre della ragazza aveva candidamente dichiarato alla stampa: «Non capisco perché sarebbe dovuta scappare. Ha tutto qui. Le piacciono molto i vestiti, ma li ha lasciati tutti qui, perfino la sua pelliccia».
Paul e John, le cui composizioni si ispiravano spesso alla cronaca, presero spunto da questa notizia per scrivere la canzone. McCartney cominciò a comporre il brano e fu Lennon a creare il controcanto che, riprendendo la dichiarazione del padre della giovane scomparsa, intendeva esporre le ragioni dei genitori.
È il terzo esperimento nel quale viene accantonata la strumentazione classica, come già accaduto con il quartetto d'archi di Yesterday e con l’ottetto di Eleanor Rigby. Il primo giorno in studio fu dedicato alla registrazione della partitura per archi (composta da Mike Leander) che vide l'esecuzione di quattro violini, due viole, due violoncelli, un contrabbasso e un'arpa diretti da George Martin. Il nastro 1, giudicato il migliore, fu leggermente ridotto e ricevette dopo tre giorni la sovraincisione della voce solista di Paul, assieme a quella di John che nel ritornello impersona il padre della ragazza fuggita.

### Being for the Benefit of Mr Kite!

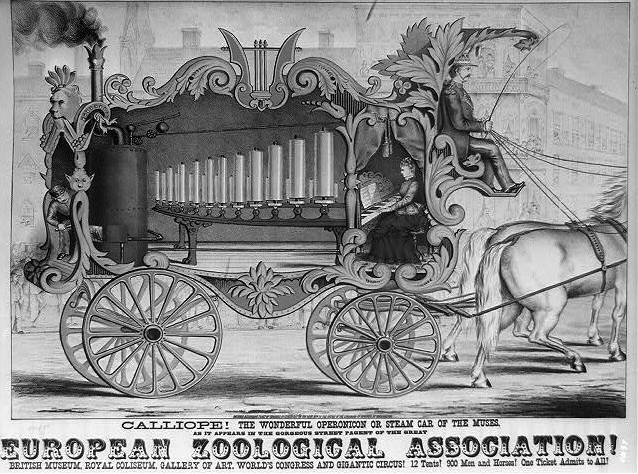
Litografia di una calliope mobile

Su una parete della casa di John Lennon campeggiava l'originale di un manifesto che pubblicizzava uno spettacolo circense in programma il 14 febbraio 1843 a Rochdale, nel Lancashire. Fu un gioco da ragazzi per John comporre i testi di una canzone ispirata al cartellone. Ricorda Paul:
 E dove non “si scrisse da sola” per ragioni metriche o di rima, provvide la fantasia compositiva dei due a sostituire un toponimo (Bishopsgate anziché Rochdale) e ad alterare qualche dettaglio.
Ma la composizione era solo a metà. Per rendere l'atmosfera da circo, a Lennon venne infatti in mente di dare istruzioni al produttore George Martin affinché il pezzo finale esalasse “l'odore della segatura”. Grande esperto in effetti speciali, Martin accettò la non semplice sfida e il suo contributo al pezzo fu di levatura eccellente. Con l'aiuto prezioso del tecnico di studio Geoff Emerick, tagliò, mescolò e ricucì dei nastri di calliope così da ottenere il suono di ormai introvabili organi a vapore, aggiunse le armoniche a bocca suonate da Mal Evans e Neil Aspinall, registrò una turbinante parte d'organo, inserì qualche frammento di armonium che aveva suonato per ore fino allo sfinimento pur di catturare l'aroma di fiera paesana e per concludere sovraincise il suono metallico di un glockenspiel e un altro organo. John rimase deliziato nel sentire quell'affresco sonoro che rispondeva ai propri desideri. Su di esso, supportato da uno Starr in evidenza, Lennon incise la parte vocale completando la trasposizione musicale del manifesto. Il brano è l'ultimo del primo lato del disco, e le atmosfere edoardiane chiudono il cerchio rimandando alla traccia d'apertura.

### Within You Without You

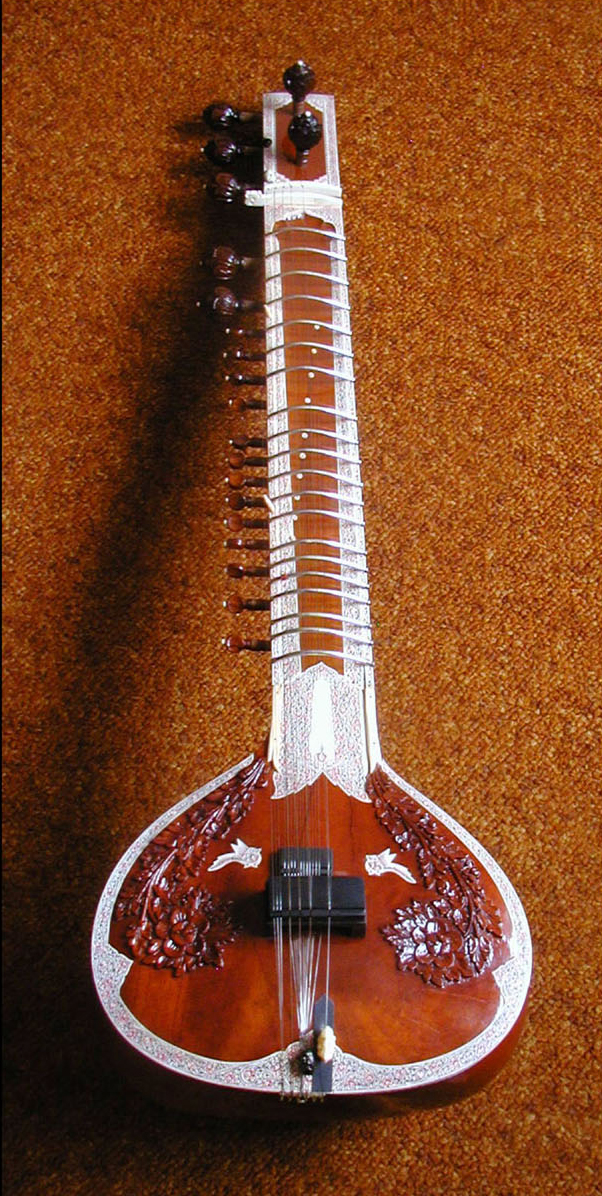
Il sitar, protagonista strumentale del brano

George Harrison era, dei quattro Beatles, il più coinvolto nelle filosofie orientali e quello che con maggior convinzione avrebbe seguito il corso di meditazione trascendentale che i Beatles avrebbero frequentato in India nel periodo febbraio-aprile 1968. Essendo un musicista, si interessava anche della musica indiana e dei tipici strumenti necessari per eseguirla. Il chitarrista aveva già composto – e inciso il 13 febbraio – una propria canzone dal titolo Only a Northern Song per l'album in preparazione, ma il pezzo era risultato poco convincente e pertanto era stato deciso di tenerlo fuori dal disco. Harrison viveva la frustrazione di sentirsi sottovalutato come compositore rispetto a John e Paul.
Una sera si trovava con la moglie Pattie a casa di Klaus Voormann, anch'egli musicista, conosciuto ad Amburgo nei primi anni sessanta e disegnatore di gran talento tanto da essere l'autore della copertina dell'album Revolver. Secondo Tony King – anch'egli presente quella sera – a un certo punto George abbandonò le profonde riflessioni cosmiche in cui erano immersi i presenti e si assentò andandosi a sedere all'armonium a pedale di Voormann. King ricorda i primi goffi tentativi di Harrison fino a che, verso la fine, dallo strumento prese forma una melodia con delle sonorità rintracciabili nella versione definitiva del pezzo che venne provvisoriamente intitolato Not Known.

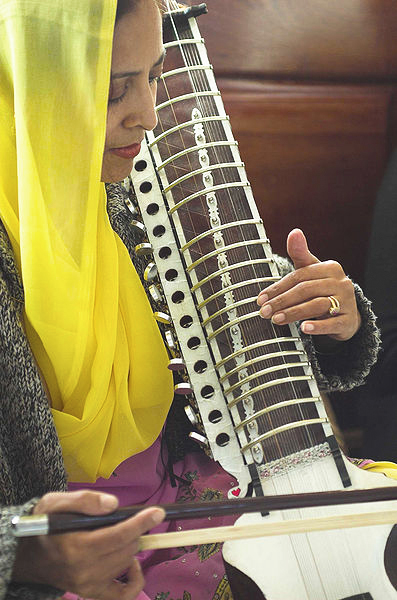
Suonatrice di dilruba

La prima seduta di registrazione vide George Harrison con una serie di strumentisti indiani che suonavano dilruba (una specie di sitar suonato con l'archetto), tabla, swordmandel e tambura, quest'ultimo suonato anche da George e da Neil Aspinall; e dopo una settimana furono aggiunte altre parti di dilruba.
Fin qui il pezzo aveva sonorità e armonie classiche della musica indiana. Fu a questo punto che George ebbe l'intuizione creativa di una mescolanza fra musiche orientali e occidentali, e per questa ragione chiese a George Martin di scrivere e dirigere una partitura per archi da poter amalgamare alle sonorità indiane. Il successivo 3 aprile, nello Studio Uno di Abbey Road (che era decisamente più grande dello Studio Due dove abitualmente si ritrovavano i Beatles), Martin diresse l'esecuzione di tre violoncelli e otto violini che fu registrata e sovraincisa. La seduta terminò con la registrazione di qualche nota di chitarra e una linea di sitar, entrambi suonati da Harrison, mentre il giorno seguente fu dedicato al trattamento del nastro con ADT e all'aggiunta, in coda, di frammenti di risate che si percepiscono sullo sfondo mentre il pezzo sfuma. Tale appendice, vista da alcuni come una derisione nei confronti della musica indianeggiante dell'autore, fu invece voluta proprio da Harrison con lo scopo di introdurre un tocco di leggerezza dopo cinque minuti di musica di non facile fruizione, stacco che peraltro ben si adattava all'atmosfera dell'album.
Come sostiene Geoff Emerick, dal punto di vista tecnico destarono grande stupore i risultati della registrazione degli strumenti a percussione. Nessuno degli altri Beatles partecipò attivamente ad alcuna fase dell'elaborazione ed esecuzione di Within You Without You che Mac Donald definisce un esempio di contaminazione fra culture diverse .

### When I'm Sixty-Four
Paul McCartney aveva composto la canzone a Liverpool, all'età di sedici anni, e il pezzo veniva già eseguito dal gruppo al Cavern durante le interruzioni tecniche dei concerti.
In cerca di materiale per l'album, Paul decise di rispolverare il motivo. Decisamente diverso dalla produzione corrente del gruppo, il pezzo si rifaceva agli stili musicali degli anni venti e costituiva un omaggio al padre Jim McCartney, che da giovane aveva interpretato quella musica. Inoltre, si inquadrava nel recupero del filone musicale dal sapore di vaudeville e dalle sonorità da music hall che a metà degli anni sessanta in Gran Bretagna veniva ripreso con discreto successo da gruppi come la New Vaudeville Band (Winchester Cathedral è un loro celebre successo del 1966), i Temperance Seven, la Bob Kerr's Whoopee Band e la Bonzo Dog Doo-Dah Band.
Indice della poliedricità del gruppo, When I'm Sixty-Four fu registrato nelle pause di lavorazione di Strawberry Fields Forever, con cui è in radicale contrasto quanto a sonorità, ritmo, ricchezze armoniche e complessità tecniche. La prima seduta di registrazione risale al 6 dicembre 1966. Il nastro ricevette la base ritmica con Paul al piano e al basso, a cui fu aggiunta la linea vocale dell'autore due giorni dopo. Successivamente Ringo incise le percussioni fra le quali delle campane, John una parte di chitarra e dei cori assieme a George, e l'ultimo giorno di lavorazione tre clarinetti furono protagonisti della partitura di George Martin, al quale Paul aveva richiesto aiuto per ottenere una melodia dal tono scherzoso e leggero. Durante i mixaggi del 30 dicembre, Paul volle accelerare il nastro in modo da innalzare l'originale Do a Re bemolle allo scopo di ringiovanire la propria voce. La canzone era pronta, e quando fu l'ora si incastrò con facilità nella trama musicale di Sgt Pepper.

### Lovely Rita
Gli automobilisti inglesi della metà degli anni sessanta videro pian piano comparire per le strade urbane i parchimetri, oggetto al tempo stesso di curiosità e di astio. E assieme a questa novità videro anche sbucare le meter maids, le vigilesse addette al loro controllo.
Una sera Paul passeggiava nei pressi della casa del fratello, vicino a Liverpool, e ispirato dalla storia dei parchimetri, buttò giù un testo intrigante e beffardo in cui si faceva la corte stringente a una meter maid chiamata Rita – nome scelto perché era quello più assonante con meter. Rita era un personaggio di fantasia, e tuttavia spuntò fuori una Rita che affermò di essere la fonte dell'ispirazione di Paul. Ma un'altra vigilessa, Meta Davis, addetta al controllo nel quartiere londinese in cui abitava McCartney, dichiarò di averlo multato per divieto di sosta nella primavera del 1967, riconoscendosi nel personaggio del brano; ed è probabile che il collegamento Meta-Rita-meter abbia risvegliato una qualche associazione creativa nella mente dell'autore.
Volendo richiamarsi allo stile dei Beach Boys, McCartney richiese a George Martin un arrangiamento vocale che si rifacesse alle sonorità del gruppo californiano. Anche per questa ragione, la melodia della canzone risultò un motivo orecchiabile – e perciò considerata con sussiego da John che ne criticò anche il testo. Il quale comunque in sala di registrazione si impegnò con fervore nel guidare i cori e aggiungere i gemiti e i sospiri che si odono verso la fine del brano. Rimangono nel nastro finale il rumore sul canale destro di pettini avvolti nella carta igienica e così suonati – altra eccentrica idea lennoniana – e, in bella evidenza nelle battute centrali, una parte di pianoforte di George Martin, con dei rudimentali accorgimenti tecnici applicati alla macchina dell'eco che diedero al piano un sapore tipicamente honky tonk.

### Good Morning Good Morning
Lennon, durante la sua attività compositiva casalinga seduto al piano, aveva di sottofondo la televisione sempre accesa. Fu da un messaggio pubblicitario che Lennon trasse ispirazione per il brano che parla della noia della vita casalinga. La Kellogg's reclamizzava i fiocchi d'avena con un jingle che esordiva con “Good morning, good morning/the best for you each morning” ("Buon giorno, buon giorno/ogni mattina il meglio per voi"), e attorno a questa filastrocca l'autore costruì una canzone di cui egli stesso non rimase particolarmente soddisfatto tanto da definirla in seguito "spazzatura". La strofa: «It's time for tea and meet the wife» si riferisce a una sitcom trasmessa all'epoca dalla BBC, intitolata, appunto, Meet the Wife.
Le prime due sessioni di incisione di febbraio videro nascere la base del motivo. Dopo quasi un mese, Lennon provò a vivacizzare la base aggiungendo dei fiati. Per questo vennero arruolati alcuni musicisti del Sounds Inc. – originariamente chiamato Sounds Incorporated –, un valente e collaudato gruppo strumentale inglese, e il 13 marzo furono registrati e sovraincisi tre sassofoni, due tromboni e un corno francese. A fine marzo la canzone fu arricchita dall'aggiunta di effetti sonori, secondo la richiesta di John. Si tratta in larga parte di versi animali, tratti dalla preziosa collezione che Stuart Eltham conservava negli studi di Abbey Road. All'ascolto, i versi danno l'idea di tramestio e casualità. Lennon considerava una semplice dissolvenza troppo “normale”, perciò chiese al tecnico Geoff Emerick di far concludere il brano con dei suoni che rappresentassero animali, ciascuno dei quali fosse in grado di rincorrere o spaventare quello precedente. Conseguentemente, oltre al canto di un gallo in apertura del brano, si susseguono nel climax che chiude il pezzo il pigolio di uccelli, il miagolio di un gatto, il latrato di un cane, il nitrito di cavalli, il belato di pecore, il ruggito di leoni, il barrito di elefanti fino all'apogeo costituito dal galoppo di cavalli in una caccia alla volpe in cui si distingue anche il corno, poi un muggito e infine galline che chiocciano. Lo smagliante assolo di chitarra – che ricorda quello di Taxman – è di Paul. Il metro musicale del brano è complesso e alterna frasi melodiche in 5/4, in 3/4 e in 4/4, e questa irregolarità causò qualche difficoltà a Ringo Starr.

### Sgt. Pepper's Lonely Hearts Club Band (Reprise)

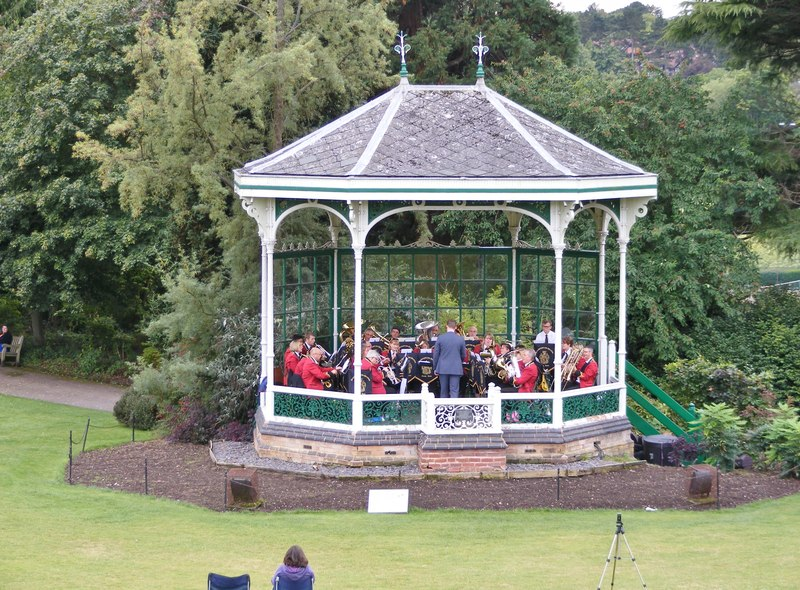
Banda a Chad Valley, Birmingham

Era giunto il momento di trovare una conclusione all'opera, dato che il sigillo finale A Day in the Life, per la complessità nell'elaborazione, l'originalità delle soluzioni compositive e la profondità del messaggio, era inadatto a entrare nella tessitura di Sgt Pepper, e quindi i Beatles avevano bisogno di dismettere i multicolori costumi bandistici per calarsi in un'altra dimensione e trovare un diverso rapporto con gli ascoltatori. Perciò, considerato il progetto della Lonely Hearts Club Band, Neil Aspinall, storico road manager del gruppo, raccogliendo il consenso entusiasta di tutti fuorché di Lennon, propose di chiudere con un pezzo speculare a quello introduttivo, espediente che avrebbe concorso a creare l'illusione che Sgt Pepper fosse un concept album. In questo brano di chiusura la banda del Sergente Pepper si accomiatava dalla lovely audience ringraziandola e augurandosi di averla intrattenuta con una performance divertente e piacevole.
A differenza del brano iniziale, le sonorità sono qui decisamente più vibranti ed energiche anche grazie alla velocità del tempo aumentata del 20% rispetto al brano d'apertura e a una volitiva linea di chitarra. Attraverso le dissolvenze incrociate, il pezzo si aggancia a quello precedente con le due note iniziali di chitarra che Harrison suonò in modo da farle sembrare il verso di una chioccia. A creare le aspettative per un pezzo vigoroso concorrono il conteggio che prelude a un rock grintoso e l'attacco determinato della batteria di Ringo. L'entusiasmo dei Beatles permise di completare il brano nell'unica sessione del 1º aprile che terminò alle sei di mattina del giorno successivo.

### A Day in the Life
A Day in the Life è unanimemente riconosciuta come una delle vette compositive più alte dei Beatles, e non a caso risale a una fase in cui il gruppo attraversava un felicissimo momento creativo – lo stesso in cui germogliarono Penny Lane e Strawberry Fields Forever. Il brano, creazione di Lennon e di McCartney che vi lavorarono fianco a fianco, vuole essere una metafora della limitatezza di una visione “oggettiva” della realtà in contrapposizione alla percezione del mondo attraverso l'ampliamento sensoriale prodotto dall'assunzione dell'LSD.

Lennon nel 1967 all'epoca di Sgt. Pepper's, con i celebri occhialini tondi e i baffi da "tricheco"

Come d'abitudine, Lennon trasse l'ispirazione dall'esperienza che lo circondava. Il Daily Sketch del 19 dicembre 1966 riportava una fotografia dell'incidente automobilistico in cui era morto il ventunenne Tara Browne, ricco rampollo della famiglia Guinness, grande amico di Paul e frequentatore della scena underground londinese. La prima strofa del pezzo descriveva lo scontro ritraendo anche una folla smarrita – benché Paul e George Martin in parte avrebbero smentito questa versione. La seconda strofa riguardava l'esperienza di John come attore nel film How I Won the War. Infine, il Daily Mail del 17 gennaio 1967 denunciava lo stato di degrado nel quale versavano le strade di Blackburn rese insicure da tantissime buche. John e Paul scelsero di mettere in fila i primi due quadri, poi nella registrazione si decise in un primo tempo di lasciare delle battute vuote che l'aiutante dei Beatles Mal Evans provvide a contare ad alta voce da 1 a 24.[148] e che terminano al trillo di una sveglia che Evans aveva puntato per indicare la fine dell'ultima battuta, trillo chiaramente udibile nella versione finale. A seguire, McCartney lasciò sul nastro un motivo incompiuto di sapore vaudeville anni trenta ispirato dal verso d'apertura di On the Sunny Side of the Street (“Grab your coat and get your hat”) nella versione di Dorothy Fields, e al termine John inserì l'ultima strofa su Blackburn, Lancashire. Paul contribuì anche con il verso «I'd love to turn you on», che aveva in testa da un po' di tempo e che, con l'apprezzamento di Lennon per il passaggio, trovò posto in chiusura del secondo e del terzo quadro.
Era però necessario un elemento di congiunzione fra le parti di Lennon e quella di McCartney perché erano in tonalità differenti – rispettivamente Sol e Mi. I due compositori lanciarono l'idea di riempire le ventiquattro battute vuote con un'orchestra di novanta elementi, ma George Martin si oppose fermamente per questioni finanziarie. Si giunse allora al compromesso di convocare una quarantina di strumentisti il giorno 10 febbraio presso lo Studio Uno di Abbey Road. I musicisti si trovarono immersi in un'atmosfera psichedelica: palloncini svolazzavano per la sala, gli invitati vestivano costumi colorati e in quell'occasione erano ospiti dello studio Brian Jones, Keith Richards, Mick Jagger, Marianne Faithfull, Graham Nash, Donovan e altri celebri personaggi della scena musicale della swinging London. Paul, condividendo l'immagine surreale di Lennon secondo il quale il finale del pezzo doveva essere «un suono che parte dal nulla e arriva alla fine del mondo», concepì l'idea che l'orchestra si producesse in un crescendo; un'ispirazione che McCartney aveva tratto dai compositori di musica avant-garde, in particolare Karlheinz Stockhausen, di cui subiva il fascino. Per questo Martin indicò a ciascun musicista di partire a volume ovattato dalla tonalità più bassa del proprio strumento innalzando progressivamente l'intensità e il tono fino a raggiungere quello più alto che si avvicinasse a una nota di Mi e procedendo in maniera dissonante, ognuno per conto proprio senza curarsi di come stesse progredendo chi gli stava a fianco; l'unico intervento di Martin consistette nell'indicare nello spartito il progressivo scorrere delle battute e il tono in cui ogni strumento pressappoco si doveva trovare in ciascuna di esse. Per professionisti provenienti in gran parte dalla London Symphony Orchestra e dalla Royal Philharmonic Orchestra, le istruzioni ricevute risultavano fortemente anomale, tuttavia i musicisti eseguirono il compito e con la sapienza tecnica di Geoff Emerick si raggiunse un risultato sorprendente del quale lo stesso Martin, in genere austero ed esigente con sé stesso, si compiacque vivamente. L'atmosfera di quella caotica seduta fu catturata da sette telecamere a mano coordinate da Tony Bramwell per conto della NEMS Enterprise.

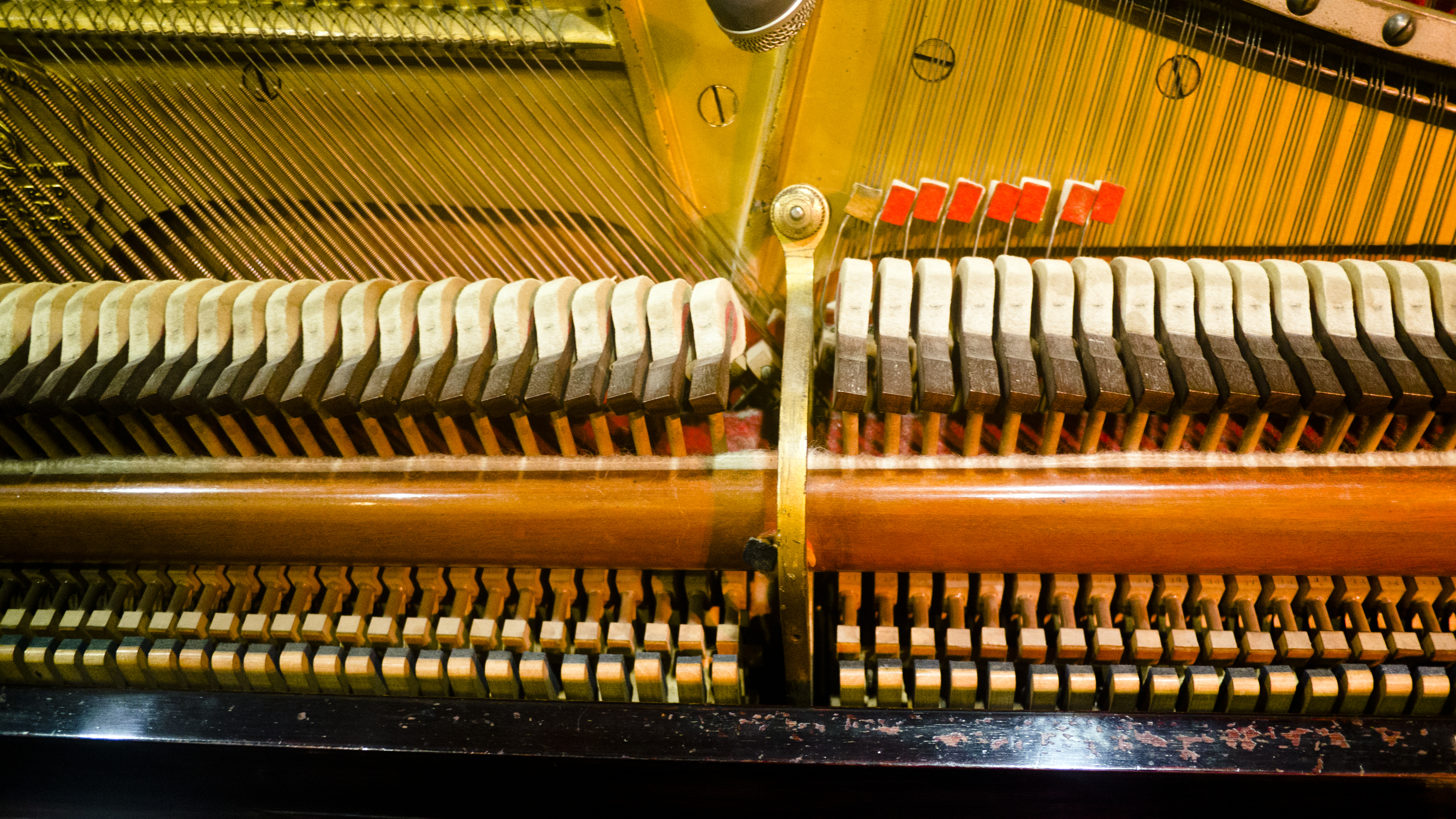
Particolare dello Steinway Vertegrand, uno dei tre pianoforti usati per l'accordo finale

Altri tre elementi diedero al brano il tocco finale. Alla fine del secondo crescendo occorreva un punto fermo e forte, che lo chiudesse. Così il 22 febbraio, utilizzando tre pianoforti con il pedale destro di risonanza abbassato, John, Paul, Ringo e Mal Evans eseguirono con forza simultaneamente un accordo di Mi maggiore che, con l'aiuto dei cursori della consolle innalzati progressivamente man mano che il suono si attenuava, fu catturato su nastro fino all'ultimo impercettibile dettaglio sonoro, creando un effetto che qualche critico non ha esitato a considerare apocalittico. L'impressione fu così intensa che George Martin volle incidere e aggiungere anche il proprio armonium. Il 21 aprile, un altro spezzone fu aggiunto in coda al pezzo dopo lo sfumare dell'accordo finale: così come non erano stati lasciati spazi fra i brani, si decise di occupare anche il solco d'uscita del disco, il cosiddetto inner groove. Ricorda il produttore che i quattro musicisti, entusiasti dell'idea, in studio si abbandonarono a frasi sconnesse urlate che vennero registrate per una trentina di secondi per poi trarne un segmento di nastro corrispondente a quattro secondi, montato in loop, nel quale le voci dicono: Never could be any other way («Non c'era altra maniera»); sui giradischi sprovvisti del ritorno automatico del braccio, il loop si sarebbe ripetuto ad libitum finché non si fosse sollevata manualmente la puntina dal disco. John infine propose e ottenne che in fase di stampa, tra la fine dell'accordo di piano e il loop di voci, fosse interpolato un sibilo da 16 kHz, simile a quello prodotto dai fischietti per cani, una frequenza prossima agli ultrasuoni e pertanto generalmente non percepibile da orecchio umano.

## Presunto album concettuale
Secondo Kenneth Womack, con la traccia iniziale di Sgt. Pepper «i Beatles creano uno spazio testuale artificiale in cui mettere in scena la loro arte.» La ripresa della canzone del titolo appare sul lato due, appena prima del momento culminante di A Day in the Life, creando una cornice narrativa. Secondo quanto dichiarato da Lennon e Starr, solo le prime due canzoni e la ripresa sono concettualmente connesse. In un'intervista del 1980, Lennon affermò che le sue composizioni non avevano nulla a che fare con il concetto della banda del sergente Pepper, aggiungendo: «Sgt. Pepper viene definito il primo concept album, ma non va da nessuna parte... funziona perché dicemmo che funzionava».
Secondo il punto di vista di Thomas MacFarlane, i Beatles «scelsero di utilizzare un concetto tematico onnicomprensivo in un apparente tentativo di unificare le singole tracce». Walter Everett sostiene che «l'unità musicale dell'album deriva... dalle relazioni motiviche tra le aree chiave, in particolare coinvolgendo Do, Mi e Sol.» Moore sostiene che «l'uso di schemi armonici comuni e melodie discendenti» nella registrazione contribuisce alla sua coesione complessiva, che descrive come unità narrativa, ma non necessariamente unità concettuale. MacFarlane concorda, suggerendo che, ad eccezione della ripresa, l'album manca della continuità melodica e armonica che è coerente con la forma ciclica.
In un'intervista del 1995, McCartney ricordò che il tema dell'infanzia a Liverpool alla base delle prime tre canzoni registrate durante le sessioni di Sgt. Pepper non è mai stato formalizzato come un concetto per l'intero album, ma disse che servì come "dispositivo" o tema di fondo per tutto il progetto. MacDonald identificò allusioni alla formazione educativa dei Beatles in Sgt. Pepper che sono «troppo convincenti per essere ignorate». Tra queste, evocazioni della tradizione del music hall del dopoguerra, riferimenti alle città industriali dell'Inghilterra del Nord e ai giorni di scuola a Liverpool, immagini ispirate a Lewis Carroll (un omaggio alla lettura d'infanzia preferita da Lennon), l'uso di strumenti a fiato nello stile delle esibizioni sul palco delle bande di ottoni nei parchi (tema familiare a McCartney grazie alle sue visite a Sefton Park), e la disposizione floreale sulla copertina dell'album che ricorda un orologio floreale, ornamento comune nei parchi britannici. Philip Norman è parzialmente d'accordo; egli disse che «per molti versi, l'album ha portato avanti il tema dell'infanzia e di Liverpool con i suoi effetti circensi e da fiera, la sua atmosfera pervasiva del tradizionale music hall dell'Inghilterra settentrionale che era nel sangue dei suoi due principali creatori [McCartney e Lennon]».

## Accoglienza

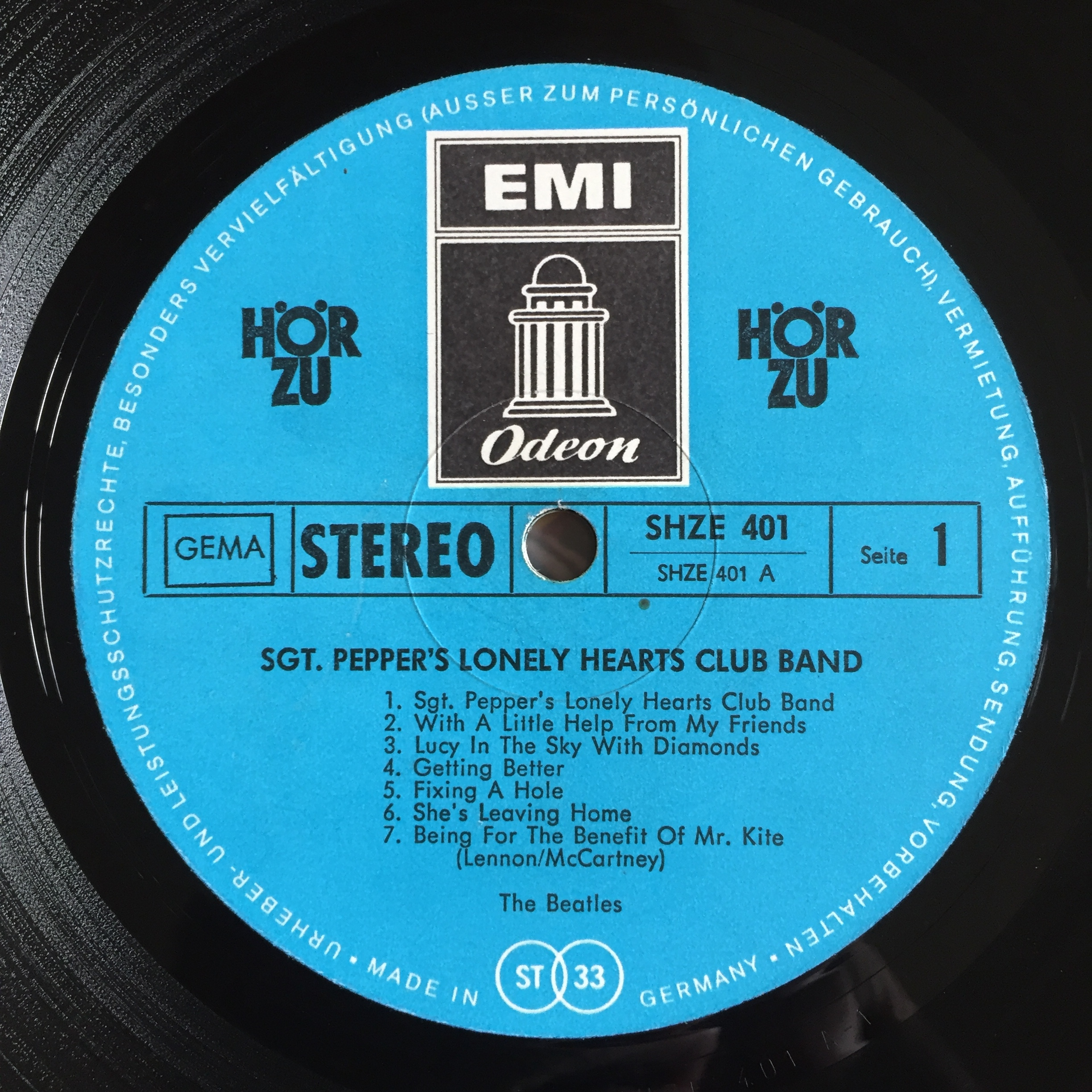
Vinile dell'LP nella versione tedesca

Già pochi anni dopo l'uscita del disco, il critico letterario Guy Aston, dopo aver affermato che grazie a tale album «i Beatles sono riusciti a fare della musica pop qualcosa che si ascolta seriamente, e che si potrebbe trattare come qualsiasi altro tipo di espressione artistica», osserva che «l'influenza di Sergeant Pepper sul pop è stata enorme», in quanto questo disco avrebbe dato ispirazione a tutta una serie di album di altri musicisti, che ambiscono a proporsi come «discorsi definitivi sulla condizione umana», quali ad esempio Their Satanic Majesties Request dei Rolling Stones, After Bathing at Baxter's dei Jefferson Airplane e Tommy degli Who. Secondo questa lettura, Sgt. Pepper's Lonely Hearts Club Band sarebbe un album particolarmente ambizioso. «I Beatles erano sempre stati l'espressione di un mondo di adolescenti [...]: qui essi assumono volontariamente il ruolo che in un primo tempo era stato loro imposto dalla stampa, quello di capi spirituali. Sergeant Pepper è per molti aspetti un disco didattico per il pubblico; i Beatles hanno scoperto la "liberazione spirituale" e vogliono estenderla al mondo. Sulla copertina sono vestiti in modo da ricordare una banda dell'Esercito della Salvezza [...] e sono circondati da visionari del passato e del presente». Nelle canzoni che compongono l'album, i Beatles cercherebbero di insegnare una via per «migliorare la vita» e «diminuire la solitudine [...] attraverso vari atti di liberazione psicologica, imparando ad avere visioni, ad amare». Solo l'ultima canzone, A Day in the Life, turberebbe, secondo questo critico, l'atmosfera ottimistica dell'album, in quanto tale canzone, nel descrivere alcune esperienze di vita quotidiana di un individuo mentalmente liberato, le rappresenta come «fondamentalmente tragiche» e caratterizzate da un persistente e non eliminabile senso di solitudine e di alienazione.
Mark Hertsgaard sottolinea che l’album «Metteva in luce tutte le qualità che avevano i Beatles [...]: creatività, intelligenza, senso dell’umorismo, coraggio, inventiva, valore, versatilità, accessibilità, e naturalmente grandissima abilità compositiva e senso dello spettacolo. Niente, dopo Sgt. Pepper, restò uguale; è uno degli avvenimenti culturali del XX secolo.»
Kenneth Womack afferma che «è difficile immaginare che erano trascorsi appena quattro anni dai giorni inebrianti di She Loves You, I Want to Hold Your Hand e la frenetica Beatlemania, ed è quasi impossibile credere che si tratti dello stesso gruppo musicale.»
Ian MacDonald, a proposito dell'accoglienza riservata all'album, rileva che «quando Sergeant Pepper fu pubblicato [...] fu un grande evento culturale. [...] L'album era circondato da un timore riverente, quasi religioso». MacDonald sostiene inoltre che «il suono dell'album – in particolare il suo impiego di varie forme di eco e di riverbero – rimane la più genuina simulazione acustica mai creata dell'esperienza psichedelica». Per questo critico, l'ultima traccia dell'album, A Day in the Life, è la migliore canzone dei Beatles in assoluto; pur non condividendolo, MacDonald riporta inoltre (senza indicarne l'autore) un significativo giudizio formulato su tale canzone: «La terra desolata della musica pop».
Nel panorama di valutazioni quasi concordemente lusinghiere che accolsero l'uscita dell'album si registra anche qualche voce discordante. Richard Goldstein, critico musicale del New York Times, in una recensione corrosiva che salva solo la traccia finale bolla l'LP dei Beatles come «oberato, modaiolo e confusionario» e lo giudica «un disco di effetti speciali, abbaglianti ma fondamentalmente fraudolenti». Goldstein, fra l'altro, si scaglia proprio su uno degli elementi (la produzione) più innovativi di questo album, che da esso trae buona parte della sua unitarietà. Anche il Daily Mail fu mal disposto: «Cosa è successo ai Beatles? [...] Dall'inizio del 1963 sono cambiati completamente. [...] Erano come i vicini di casa, i ragazzi in cui tutti si sarebbero potuti identificare. Adesso, dopo quattro anni, si sono isolati personalmente e musicalmente. Sono diventati meditativi, introversi, esclusivi ed esclusi.»

### Impatto socioculturale

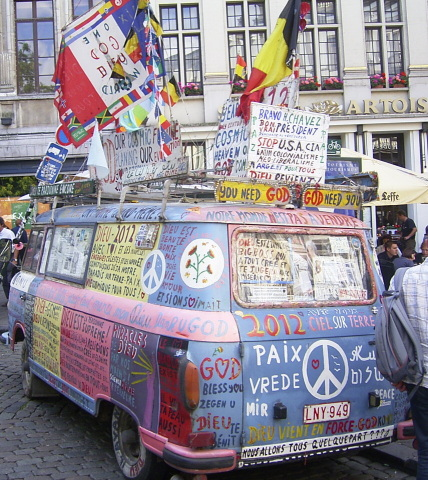
Un pulmino hippie "flower power" (fotografato nel 2004). Sgt. Pepper trasmetteva l'ideologia del flower power del 1967.

L'uscita di Sgt. Pepper's fu un momento decisivo nella cultura pop occidentale, annunciando l'era degli album e la Summer of Love del 1967, mentre la sua accoglienza sancì la piena legittimazione culturale della musica popolare e il riconoscimento del mezzo come autentica forma d'arte. Sulla scia di Sgt. Pepper, la stampa mainstream e underground pubblicizzò ampiamente i Beatles quali leader della cultura giovanile, così come i nuovi "rivoluzionari dello stile di vita". Nella descrizione dello studioso Allan F. Moore, l'album «sembra aver parlato (in un modo che nessun altro ha fatto) per la sua generazione». Un educatore citato in un articolo del New York Times del luglio 1967 avrebbe affermato, a proposito degli studi musicali e della loro rilevanza per i giovani di allora: «Se vuoi sapere cosa pensano e sentono i giovani... non puoi trovare nessuno che parli per loro o a loro più chiaramente dei Beatles».
Sgt. Pepper è stato al centro di molte celebrazioni da parte della controcultura. Allen Ginsberg disse dell'album: «Dopo l'apocalisse di Hitler e l'apocalisse della Bomba, c'è stata qui un'esclamazione di gioia, la riscoperta della gioia e di cosa significhi essere vivi». Timothy Leary definì i Beatles gli "avatar del nuovo ordine mondiale" e disse che l'LP «ha dato voce al sentimento che i vecchi metodi erano finiti» sottolineando la necessità di un cambiamento culturale basato su un programma pacifico. Secondo lo scrittore Michael Frontani, i Beatles «legittimarono lo stile di vita della controcultura», proprio come fecero con la musica popolare, e costituirono la base dell'attenzione di Jann Wenner per questi temi quando lanciò la rivista Rolling Stone alla fine del 1967.

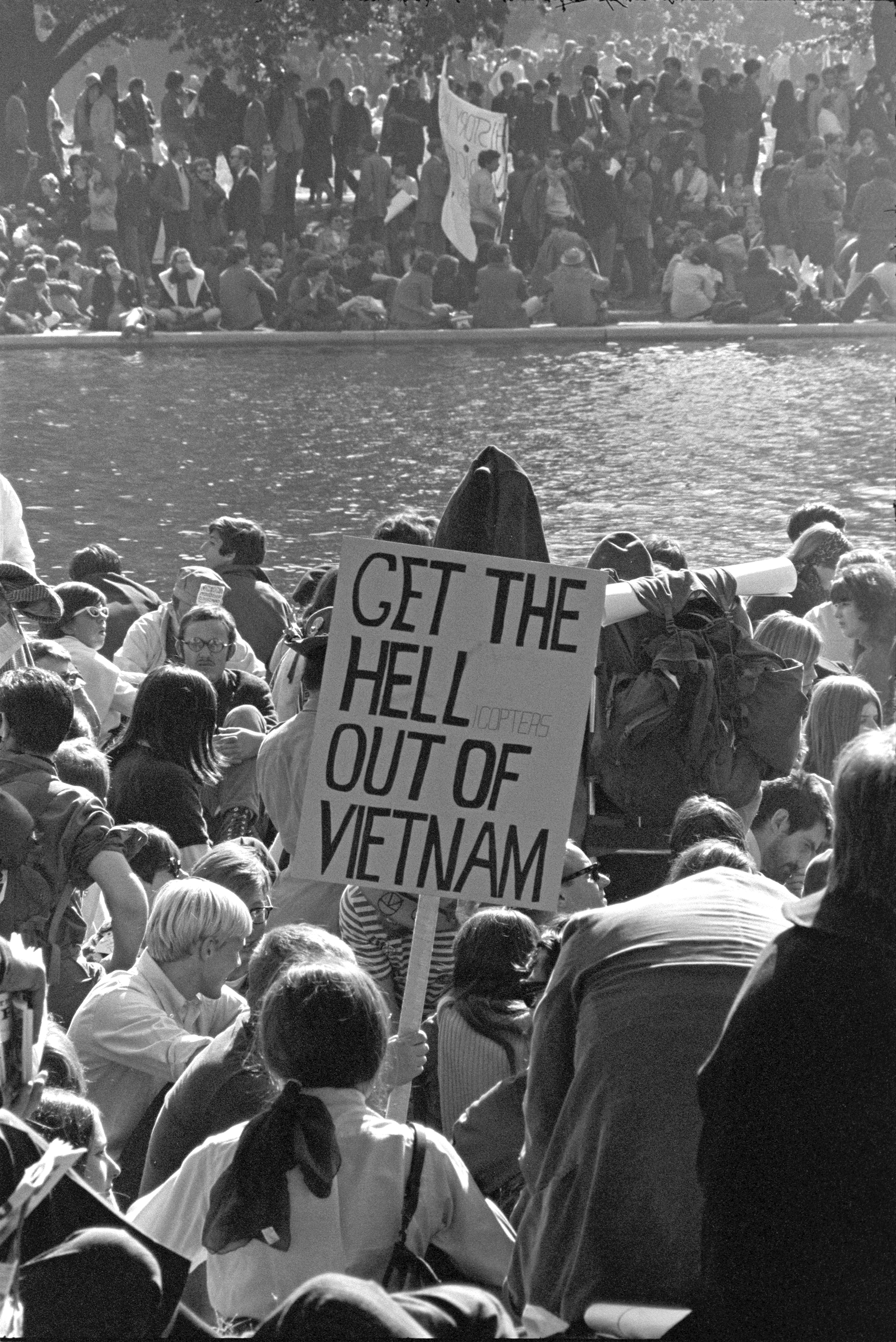
L'album ebbe risonanza tra i manifestanti contro la guerra del Vietnam alla "marcia sul Pentagono" del 1967.

L'ammissione di McCartney di aver fatto uso di LSD formalizzò il legame tra musica rock e droga, suscitando lo scherno dei leader religiosi e dei conservatori americani. Il vicepresidente Spiro Agnew sosteneva che gli "amici" a cui si fa riferimento in With a Little Help from My Friends erano delle "droghe assortite". Nell'ambito di un dibattito nazionale in crescendo che fece innescare un'indagine da parte del Congresso degli Stati Uniti, egli lanciò una campagna nel 1970 per affrontare il problema dei giovani americani ai quali viene fatto il "lavaggio del cervello" e che vengono indotti ad assumere droghe attraverso la musica dei Beatles e di altri artisti rock. Nel Regno Unito, secondo lo storico David Simonelli, le evidenti allusioni alla droga contenute nell'album hanno ispirato per la prima volta una gerarchia all'interno del movimento giovanile, basata sulla capacità degli ascoltatori di "capire" la psichedelia e di allinearsi con la nozione elitaria dell'arte romantica.
La presentazione dei Beatles come band di Sgt. Pepper risuonò in un momento in cui molti giovani nel Regno Unito e negli Stati Uniti cercavano di ridefinire la propria identità ed erano attratti da comunità che sposavano il potere trasformativo delle droghe psicotrope. Nel quartiere Haight-Ashbury di San Francisco, centro riconosciuto della controcultura americana, Sgt. Pepper era visto come un "codice di vita", secondo il giornalista musicale Alan Clayson. L'attivista Abbie Hoffman ha attribuito all'album l'ispirazione per la messa in scena del tentativo di "levitazione del Pentagono" durante la manifestazione contro la guerra del Vietnam del Comitato nazionale di mobilitazione per porre fine alla guerra in Vietnam nell'ottobre del 1967. In seguito, nel 1970 David Crosby dei Byrds si disse sorpreso che i potenti sentimenti provocati dall'album non fossero stati sufficienti a fermare la guerra del Vietnam.

## Tracce
Lato A
1. Sgt. Pepper's Lonely Hearts Club Band – 2:00 (Lennon-McCartney)
2. With a Little Help from My Friends – 2:43 (Lennon-McCartney)
3. Lucy in the Sky with Diamonds – 3:26 (Lennon-McCartney)
4. Getting Better – 2:47 (Lennon-McCartney)
5. Fixing a Hole – 2:35 (Lennon-McCartney)
6. She's Leaving Home – 3:33 (Lennon-McCartney)
7. Being for the Benefit of Mr. Kite!  – 2:35 (Lennon-McCartney)

Durata totale: 19:39
Lato B
1. Within You Without You – 5:05 (Harrison)
2. When I'm Sixty-Four – 2:37 (Lennon-McCartney)
3. Lovely Rita – 2:41 (Lennon-McCartney)
4. Good Morning Good Morning – 2:42 (Lennon-McCartney)
5. Sgt. Pepper's Lonely Hearts Club Band (Reprise) – 1:19 (Lennon-McCartney)
6. A Day in the Life – 5:34 (Lennon-McCartney)

Durata totale: 19:58
(Il brano A Day in the Life dura 5:04. Dopo qualche secondo di silenzio, al minuto 5:10, inizia la traccia fantasma Sgt Pepper Inner Groove, contenente varie voci in backmasking.)

## Formazione
- John Lennon — voce, chitarra ritmica, organo Hammond, pianoforte, armonica a bocca, tamburello, maracas; chitarra acustica in Lovely Rita e A Day in the Life
- Paul McCartney — voce, basso, pianoforte, organo Lowrey e Hammond; chitarra solista in Sgt. Pepper's Lonely Hearts Club Band e Good Morning, Good Morning
- George Harrison — chitarre elettriche, voce, armonica, maracas; tambura, sitar in Within You Without You, chitarra acustica in Lovely Rita, conga in A Day in the Life
- Ringo Starr — batteria, congas, tamburello, maracas, campane tubolari; voce in With a Little Help from My Friends

Altri musicisti
- George Martin — harmonium; clavicembalo in Fixing a Hole, organo Hammond in With a Little Help from My Friends, pianoforte in Getting Better e Lovely Rita, effetti sonori in Being For the Benefit of Mr. Kite
- Neil Aspinall — Tambura in Within You Without You, armonica
- Mal Evans — allarme della sveglia in A Day in the Life
- Matthew Deyell — tamburello
- James W. Buck, Neil Sanders, Tony Randall, John Burden — corno in Sgt. Pepper's Lonely Hearts Club Band
- Erich Gruenberg, Derek Jacobs, Trevor Williams, Jose Luis García, Alan Loveday, Julien Gaillard, Paul Scherman, Ralph Elman, David Wolfsthal, Jack Rothstein, Jack Greene — violino
- John Underwood, Stephen Shingles — viola
- Dennis Vigay, Alan Dalziel, Reginald Kilbey, Allen Ford, Peter Beavan — violoncello
- Anna Joshi: Dilruba in Within You Without You[243][244]
- Amrit Gajjar: Dilruba in Within You Without You[243][244]
- Buddhadev Kansara: Tanbur in Within You Without You[243][244]
- Natwar Soni: Tabla in Within You Without You[243][244]
- Musicisti indiani non identificati: Sitar, Swarmandal in Within You Without You
- Gordon Pearce — contrabbasso
- Sheila Bromberg — arpa in She's Leaving Home
- Robert Burns, Henry Mackenzie, Frank Reidy — clarinetto in When I'm Sixty-Four
- Barrie Cameron, David Glyde, Alan Holmes — sassofono in Good Morning Good Morning
- John Lee e altri — trombone
- Sezione di corni
- Orchestra di quaranta elementi in A Day in the Life:
  - Violini: Eric Gruenberg, Granville Jones, Bill Monro, Jurgen Hess, Hans Geiger, D. Bradley, Lionel Bentley, David McCallum, Donald Weekes, Henry Datyner, Sidney Sax, Ernest Scott.
  - Viole: John Underwood, Gwynne Edwards, Bernard Davis, John Meek.
  - Violoncelli: Francisco Gabarro, Dennis Vigay, Alan Dalziel, Alex Nifosi
  - Contrabbassi: Cyril MacArther, Gordon Pearce.
  - Arpa: John Marson.
  - Oboe: Roger Lord.
  - Flauti: Clifford Seville, David Sandeman.
  - Trombe: David Mason, Monty Montgomery, Harold Jackson.
  - Tromboni: Raymond Brown, Raymond Premru, T. Moore.
  - Tuba: Michael Barnes.
  - Clarinetti: Basil Tschaikov, Jack Brymer.
  - Fagotti: N. Fawcett, Alfred Waters.
  - Corni: Alan Civil, Neil Sanders.
  - Percussioni e timpani: Tristan Fry[245].

## Nella cultura di massa
L'album ispirò anche una produzione cinematografica. Nel 1978, a più di dieci anni dalla pubblicazione del disco, uscì il film Sgt. Pepper's Lonely Hearts Club Band al quale parteciparono artisti come i Bee Gees e Peter Frampton.
Nel 2007, in occasione del 40º anniversario della pubblicazione dell'album, si sono riuniti negli studi di Abbey Road alcuni musicisti della generazione successiva a quella dei Beatles – fra di essi Bryan Adams, i Travis, gli Zutons e gli Oasis – per procedere, sotto la supervisione di Geoff Emerick, alla registrazione di dodici dei brani contenuti in Sgt Pepper's. La seduta d'incisione è stata affiancata dalle spiegazioni fornite da Emerick sulle tecniche di registrazione con le attrezzature e gli accorgimenti disponibili quarant'anni prima.
Nel 2017, dal 30 maggio al 2 giugno, è stato proiettato nei cinema un film-documentario per i cinquant'anni dell'album.

## Cover
- Nel 1978 venne realizzato un film omonimo ispirato all'album, al quale parteciparono George Martin e molti artisti dell'epoca. Il film, al quale fece seguito la pubblicazione di un doppio album contenente la colonna sonora, non venne bene accolto dal pubblico[249].
- Sgt. Pepper Knew My Father, compilation di artisti vari che riproduce in sequenza tutto l'album per commemorare i venti anni dalla pubblicazione dell'album e per raccogliere fondi per un'organizzazione benefica. Pubblicato nel 1988 dalla rivista NME; alcuni degli interpreti sono artisti quali Billy Bragg, Sonic Youth, Wet Wet Wet, Michelle Shocked[250].
- Nel 1992 i Big Daddy hanno registrato una versione rock and roll anni cinquanta dell'intero album, il disco Big Daddy - Sgt. Pepper's.
- Nel 2007 Fabio Koryu Calabrò ha realizzato Sergio Pepe e l'orchestrina cuori solitari, cover del disco interamente in italiano[251].
- Nel 2007 le cover di With a Little Help from My Friends, Being for the Benefit of Mr. Kite!, A Day in the Life e Lucy in the Sky with Diamonds sono apparse nel film-musical Across the Universe.
- Nel 2009 il gruppo reggae Easy Star All-Stars ha pubblicato un album cover del disco, intitolato Easy Star's Lonely Hearts Dub Band.
- Nel 2011 Andy Timmons ha pubblicato Andy Timmons Band Plays Sgt. Pepper in cui ha riarrangiato le canzoni per suonarle con la chitarra invece che cantare.
- Nel 2012 Marco Odino ha pubblicato solo sul Web la prima versione interamente elettronica in stile synth anni '70/'80 intitolata Sgt. Pepper Synthesized.[senza fonte] Link a Youtube
- Nel 2014 il gruppo alternative rock The Flaming Lips ha rivisitato l'intero album insieme ad artisti come Miley Cyrus e J Mascis[252].